# Réseau de bus de Vélizy Vallées
Le réseau de bus de Vélizy Vallées est un réseau de transports en commun par autobus et autocars circulant en Île-de-France, organisé par l'autorité organisatrice Île-de-France Mobilités et est exploité par le groupe Keolis à travers la société Keolis Vélizy Vallée de la Bièvre à partir du 1er août 2022. Une sous-traitance d'une partie des lignes issues de la SAVAC est effectuée par les Autocars Dominique.
Il se compose de 33 lignes qui desservent principalement l'est et le sud-est de la communauté d'agglomération Versailles Grand Parc.

## Histoire
Le réseau de bus de Vélizy Vallées fait aujourd'hui l'état de la fusion d'une partie du réseau de bus Phébus et d'une partie des lignes de la SAVAC.

### Histoire du réseau de Vélizy

#### Réseau e-Zybus et disparition de la SALG
Le réseau e-Zybus est créé le 26 août 2002 ; il est exploité par la société des autocars Louis Gaubert (SALG), filiale du groupe André Gaubert, et est composé de trente-sept lignes dont huit lignes à vocation scolaire et du Chavilbus, service urbain de Chaville.
Face à d'importantes difficultés financières, le groupe André Gaubert est mis en redressement judiciaire en octobre 2003 et sera racheté en décembre 2004 par le groupe Connex, qui deviendra l'année suivante Veolia Transport.
En début d'année 2006, les lignes 60 et 61 sont cédées aux cars Hourtoule et renumérotées sous les indices 5 et 28.
Le 16 octobre 2006, une importante restructuration du réseau est mise en place, le nombre de lignes passant de trente-cinq à vingt. Cette opération entraîne la suppression de trois lignes à vocation scolaire et s'accompagne de la mise aux normes Mobilien des lignes 51 et 307.001. La marque e-Zybus semble disparaître à partir de cette date et ne figure plus ni sur les fiches horaires ni sur les plans.
Le 1er janvier 2007, le Chavilbus est repris par la CSTA, filiale du groupe Keolis.
En octobre 2007, Veolia Transport annonce son arrêt de l'exploitation du réseau, par souci de rentabilité, au 31 décembre 2007. Le 1er janvier 2008, le réseau est repris par le groupe Keolis via sa filiale Keolis Devillairs.

#### Reprise du réseau par le groupe Keolis
Le 2 janvier 2008, les lignes 307.001, 307.002, 307.003, 111, 112 et 114 sont reprises par la SAVAC à la suite de l'abandon de l'exploitation du réseau par Veolia Transport. À cette même date, les lignes 111, 112 et 114 sont renumérotées respectivement 39.37B, 39.37A et 39.37AB.[réf. nécessaire]

Logo de l’ancien réseau Phebus.

Le 1er février 2008, le réseau de Vélizy est intégré au réseau Phébus avec une renumérotation des lignes, à l'exception de celles desservant le secteur du pont de Sèvres et fonctionnant en période scolaire, à l'aide d'indices à trois lettres en fonction de leur desserte (CBA pour Chaville ↔ Base Aérienne). Les véhicules les plus anciens sont remplacés par des véhicules d'occasion provenant du réseau versaillais.
| Ancienne numérotation | Nouvelle numérotation |
| 01                    | RDV                   |
| 02                    | CZI                   |
| 03                    | CBA                   |
| 04                    | CVE                   |
| 05                    | VZI                   |
| 06                    | RGV                   |
| 07                    | VBA                   |
| 08                    | LCV                   |
| 21                    | VAN                   |
| 40                    | Inchangée             |
| 42                    | Inchangée             |
| 43                    | Inchangée             |
| 45                    | Inchangée             |
| 46                    | Inchangée             |
| 51                    | CVM                   |
| 115                   | Inchangée             |
| 119                   | Inchangée             |
| BE                    | Nuit 2                |
| CVJ                   | Inchangée             |
| --------------------- | --------------------- |

Le 30 juin 2008, la société Devillairs quitte ses bureaux situés aux nos 17-19 de l'avenue Louis-Breguet à Vélizy-Villacoublay à l'expiration de son bail. Jusqu'au 31 août 2008, la mairie de Vélizy prête un parking à la société afin de garer ses véhicules. La filiale de Keolis cherche un terrain de 7 000 m2 sur la commune de Bièvres.
Le 1er septembre 2008, le réseau est profondément modifié avec la desserte d'arrêts supplémentaires sur les différentes lignes du réseau, une modification du parcours de la ligne LCV avec le report du terminus du Chesnay à l'arrêt Europe à Versailles et un prolongement des lignes CBA et VBA à l'arrêt Burospace à Bièvres. Un renfort des fréquences est appliqué sur les lignes CBA, CVJ, LCV, RDV, VZI, 40 et 42.
Le 5 janvier 2009, le réseau est à nouveau modifié avec la suppression de la ligne 46 par manque de fréquentation et le transfert de la desserte du quartier Le Bas de la ligne CVM à la ligne CVE. Un renfort des fréquences est mis en place sur les lignes RDV et 45 tandis que la desserte de la gare routière du pont de Sèvres est dorénavant effectuée par les lignes 40, 42 et 43.
Le 19 novembre 2012, la ligne 45 étant en situation de surcharge, celle-ci est renforcée dans ses fréquences aux heures de pointe avec un bus toutes les 7 min 30 s environ et son amplitude horaire est élargie avec un départ plus tôt à Vélizy et un départ plus tard à Sèvres.
Le 26 août 2013, en prémices de la mise en service du T6, la ligne URSINE est créé en reprenant la desserte du quartier Le Bas de la ligne CVE tandis que la ligne Nuit 2 est supprimée et reprise par une extension du service de soirée de la ligne CVE.
- la ligne 262A est renumérotée sous l'indice 262 avec un renfort de l'offre tous les jours de la semaine ;
- la ligne 262B est renumérotée sous l'indice 261 ;
- la ligne 262G est renumérotée sous l'indice 264 ;
- la ligne 263 est créée en assurant une liaison directe entre Versailles et Saint-Rémy-lès-Chevreuse ;
- les dessertes scolaires de la ligne 262 sont renumérotées sous les indices 39.37C à 39.37H.

#### Mise en service du T6
Le 13 décembre 2014, lors de la mise en service du T6, les lignes du réseau changent leur nom à lettres au profit d'un indice numérique. Le chiffre de la dizaine dépend de l'axe de la ligne desservie :
| Ancienne numérotation | Nouvelle numérotation |
| RGV                   | 20                    |
| VBA                   | 22                    |
| LCV                   | 23                    |
| VZI                   | 24                    |
| CVE                   | 30                    |
| URSINE                | 31                    |
| CVJ                   | 32                    |
| CBA                   | 33                    |
| CZI                   | 34                    |
| RDV                   | 34                    |
| 115                   | 35                    |
| 119                   | 36                    |
| 40                    | Inchangée             |
| 42                    | Inchangée             |
| 43                    | Supprimée             |
| 45                    | Inchangée             |
| VAN                   | 50                    |
| CVM                   | 60                    |
| --------------------- | --------------------- |

Par ailleurs, plusieurs lignes voient leur parcours et / ou leurs horaires modifiés :
- sur la ligne 30, l'itinéraire est simplifié avec la suppression des arrêts Jules Guesde, Gounod - Lavoisier, Arago - Lavoisier et Cimetière de Vélizy. De plus, la fréquence est renforcée du lundi au vendredi aux heures de pointe avec un passage toutes les quinze minutes, toutes les demi-heures le samedi et tous les 45 minutes les dimanches et fêtes ;
- la ligne 34 dessert systématiquement la rue des Brindejonc des Moulinais. Sa correspondance est améliorée à la gare de Chaville-Rive-Droite. Sa fréquence est cadencée entre la gare et le plateau de Vélizy. De plus, sa fréquence est renforcée du lundi au vendredi à 15 minutes aux heures de pointe et à 30 minutes aux heures creuses, et le samedi, ses services sont améliorés en journée et le soir ;
- sur la ligne 40, l'itinéraire est limité à Vélizy — Inovel Parc Nord avec un parcours plus direct. La fréquence est renforcée du lundi au vendredi aux heures de pointe à dix minutes. Un service est créé aux heures creuses à raison d'un bus toutes les 45 minutes. Un service est également créé le samedi avec un bus par heure. Le terminus de Pont de Sèvres est déplacé dans la gare routière ;
- sur la ligne 42, l'itinéraire est limité à Vélizy — L'Onde - Maison des Arts avec un itinéraire plus direct. La fréquence est renforcée du lundi au vendredi aux heures de pointe à raison d'un bus toutes les dix minutes. Un service aux heures creuses est créé à raison d'un bus toutes les 45 minutes. La desserte de Burospace à Bièvres est assurée systématiquement. Le terminus situé à Pont de Sèvres est déplacé dans la gare routière ;
- sur la ligne 45, un service est créé du lundi au vendredi aux heures creuses à raison d'un bus toutes les 30 minutes et le samedi à raison d'un bus par heure ;
- sur la ligne 50, l'itinéraire est limité à Vélizy — Centre Commercial ;
- sur la ligne 60, l'itinéraire est simplifié et limité à Vélizy — Résidence Europe. La fréquence est cadencée du lundi au samedi à raison d'un bus toutes les demi-heures.

Le 28 mai 2016, le réseau subit une deuxième restructuration liée au prolongement du T6 à la gare de Viroflay-Rive-Droite, de la manière suivante :
- sur la ligne 22, l'offre est renforcée à l'heure de pointe du matin par l'ajout de nouvelles courses. De plus, un service est créé aux heures creuses à raison d'un bus par heure. Enfin, son amplitude horaire est étendue jusqu'à 21 h ;
- sur la ligne 23, la fréquence aux heures de pointe en semaine est cadencée à un bus toutes les quinze minutes et un service aux heures creuses est créé à raison d'un bus toutes les trente minutes. De plus, la fréquence du samedi passe à un bus toutes les trente minutes ; de plus, un service est créé le dimanche à raison d'un bus par heure. Par ailleurs, l'amplitude horaire est étendue tous les jours jusqu'à une heure du matin et le terminus de la ligne est déplacé dans la gare routière de Vélizy 2. Enfin, son itinéraire est modifié pour desservir le quartier Mozart à Vélizy-Villacoublay ;
- sur la ligne 24, plusieurs courses sont ajoutées aux heures de pointe et son amplitude horaire est élargie jusqu'à 21 h ;
- sur la ligne 31, l'itinéraire est prolongé jusqu'à la station Robert Wagner afin de faciliter les correspondances pour les habitants du quartier du Bas à Vélizy-Villacoublay ;
- sur la ligne 32, la fréquence aux heures de pointe en semaine est cadencée à un bus toutes les quinze minutes ; aux heures creuses, la fréquence est améliorée à un bus toutes les trente minutes. De plus, la fréquence du samedi passe à un bus toutes les trente minutes et son amplitude horaire est étendue tous les jours jusqu'à 23 h ;
- sur la ligne 33, un service est créé aux heures creuses à raison d'un bus par heure et son amplitude horaire est étendue entre 5 h 30 et 21 h. De plus, la ligne est prolongée jusqu'à la gare de Bièvres en reprenant le parcours de la ligne 17 du réseau de bus Mobicaps ;
- sur la ligne 34, l'itinéraire  est prolongé jusqu'au centre commercial de Vélizy 2 et dessert le quartier Mozart aux heures creuses. De plus, la fréquence du samedi passe à un bus toutes les trente minutes et voit la création d'un service le dimanche à raison d'un bus par heure. Par ailleurs, l'amplitude horaire est étendue tous les jours jusqu'à une heure du matin ;
- les lignes 20, 30 et 50 sont supprimées à cette occasion.

#### Évolutions du réseau depuis 2016
Le 2 janvier 2019, la ligne 264 est prolongée jusqu'à la gare de Jouy-en-Josas en reprenant l'itinéraire de la Navette de Buc - Les Loges. Cette dernière est créée le 22 juin 2015 au départ de la gare de Petit-Jouy - Les Loges afin de desservir les zones d'activités des Loges-en-Josas et de Buc.
Le 11 mars 2019, plusieurs modifications sont apportés sur le réseau :
- sur la ligne 22, le service aux heures creuses de la matinée est supprimée et le dernier départ du soir est avancé à 19h30 ;
- sur la ligne 24, une modification d'itinéraire est appliquée dans le centre de Vélizy ;
- sur les lignes 40 et 45, le service du samedi est supprimé ;
- sur la ligne Express 60, un renfort de l'offre est mis en place aux heures de pointe avec une fréquence de vingt minutes.

Le 26 août 2019,à la suite de la restructuration du réseau de Versailles :
- la ligne 11 est créée en reprenant la desserte du Parc de Diane de la ligne GHP ;
- la ligne N est renumérotée sous l'indice 12 ;
- la ligne 32 est prolongée de la gare de Jouy-en-Josas au campus H.E.C. en reprenant l'itinéraire vacant de la ligne GHP.

Le 2 septembre 2019, une nouvelle numérotation de la ligne 39.37 est appliquée et la ligne 39.37AB est supprimée et reprise par une modification de la ligne 39.37B :
| Ancienne numérotation | Nouvelle numérotation |
| 39.37A                | Inchangée             |
| 39.37B                | Inchangée             |
| 39.37C                | 39.39A                |
| 39.37D                | 39.39B                |
| 39.37E                | 39.40C                |
| 39.37F                | 39.40A                |
| 39.37G                | 39.40B                |
| 39.37H                | 39.40D                |
| --------------------- | --------------------- |

Le 1er mars 2020, un service est instauré le dimanche et jours fériés sur la ligne Express 60 pour accompagner l'ouverture du centre commercial Vélizy 2.
Le 1er août 2022, à la suite de l'ouverture à la concurrence du réseau de transport en commun francilien, les lignes 22, 23, 24, 31, 32, 33, 34, 35, 36, 40, 42 et 45 sont intégrées au nouveau réseau de bus de Vélizy Vallées en passant sous l'exploitation de Keolis Vélizy Vallée de la Bièvre et la ligne Express 60 est intégrée au réseau de bus Paris-Saclay.

### Ouverture à la concurrence
En raison de l'ouverture à la concurrence des transports en commun en Île-de-France, une partie du réseau de bus Phébus et quelques lignes de la SAVAC fusionnent pour devenir le réseau de bus de Vélizy Vallées le 1er août 2022, correspondant à la délégation de service public numéro 27 établie par Île-de-France Mobilités. Un appel d'offres a donc été lancé par l'autorité organisatrice afin de désigner une entreprise qui succédera à l'exploitation de Keolis pour une durée de huit ans. C'est finalement Keolis, via sa filiale Keolis Vélizy Vallée de la Bièvre, qui a été désigné lors du conseil d'administration du 17 février 2022.
À la date de son ouverture à la concurrence, le réseau se composait des lignes 11, 12, 22, 23, 24, 31, 32, 33, 34, 35, 36, 40, 42, 45, 101, 102, 103 et 104 du réseau de bus Phébus auparavant opérées par Keolis Vélizy sauf les lignes 11, 12 et 101 à 104 opérées par Keolis Versailles et des lignes 39.37A, 39.37B, 39.39A, 39.39B, 39.40A, 39.40B, 39.40C, 39.40D, 260, 261, 262, 263 et 264 de la SAVAC.
Une renumérotation des lignes à vocation scolaire sera effectuée, et un service de soirée sera créé :
| Ancienne numérotation | Nouvelle numérotation |
| 101                   | Inchangée             |
| 102                   | Inchangée             |
| 103                   | Inchangée             |
| 104                   | Inchangée             |
| 36                    | 108                   |
| 39.40A                | 109                   |
| 39.40B                | 110                   |
| 39.40C                | 111                   |
| 39.40D                | 112                   |
| 39.39A                | 113                   |
| 39.39B                | 114                   |
| 22 (Scolaire)         | 115                   |
| 35                    | 116                   |
| 39.37A                | 117                   |
| 39.37B                | 118                   |
| --------------------- | --------------------- |

### Renumérotation des lignes
Depuis le 21 août 2023, le 28 août 2023 pour les lignes 260 à 264, le réseau est l'un des premiers à appliquer le nouveau principe de numérotation régionale unique planifié par Île-de-France Mobilités, supprimant les doublons. La correspondance entre anciens et nouveaux numéros est la suivante :
| Ancien numéro | Nouveau numéro |
| ------------- | -------------- |
| 11            | 6135           |
| 12            | 6136           |
| 22            | 6122           |
| 23            | 6123           |
| 24            | 6124           |
| 31            | 6131           |
| 32            | 6132           |
| 33            | 6133           |
| 34            | 6134           |
| 40            | 6140           |
| 42            | 6142           |
| 45            | 6145           |
| 101           | 6171           |
| 102           | 6172           |
| 103           | 6173           |
| 104           | 6174           |
| 108           | 6178           |
| 109           | 6179           |
| 110           | 6180           |
| 111           | 6181           |
| 112           | 6182           |
| 113           | 6183           |
| 114           | 6184           |
| 115           | 6185           |
| 116           | 6175           |
| 117           | 6176           |
| 118           | 6177           |
| 260           | 6160           |
| 261           | 6161           |
| 262           | 6162           |
| 263           | 6163           |
| 264           | 6164           |

## Lignes du réseau

### Lignes 6120 à 6129
| Ligne | Caractéristiques | Caractéristiques                                                                          | Caractéristiques                                                                          | Caractéristiques                                                                          | Caractéristiques                                                                          | Caractéristiques                                                                          | Caractéristiques                                                                          | Caractéristiques                                                                          | Caractéristiques                                                                          |
| 6122  | Versailles — Gare des Chantiers - Abbé Rousseau ⥋ Bièvres — Burospace | Versailles — Gare des Chantiers - Abbé Rousseau ⥋ Bièvres — Burospace                     | Versailles — Gare des Chantiers - Abbé Rousseau ⥋ Bièvres — Burospace                     | Versailles — Gare des Chantiers - Abbé Rousseau ⥋ Bièvres — Burospace                     | Versailles — Gare des Chantiers - Abbé Rousseau ⥋ Bièvres — Burospace                     | Versailles — Gare des Chantiers - Abbé Rousseau ⥋ Bièvres — Burospace                     | Versailles — Gare des Chantiers - Abbé Rousseau ⥋ Bièvres — Burospace                     | Versailles — Gare des Chantiers - Abbé Rousseau ⥋ Bièvres — Burospace                     | Versailles — Gare des Chantiers - Abbé Rousseau ⥋ Bièvres — Burospace                     |
| ----- | --- | ----------------------------------------------------------------------------------------- | ----------------------------------------------------------------------------------------- | ----------------------------------------------------------------------------------------- | ----------------------------------------------------------------------------------------- | ----------------------------------------------------------------------------------------- | ----------------------------------------------------------------------------------------- | ----------------------------------------------------------------------------------------- | ----------------------------------------------------------------------------------------- |
| 6122  | Ouverture / Fermeture 2001 / — | Longueur —                                                                                | Durée 20-35 min                                                                           | Nb. d’arrêts 28                                                                           | Matériel Citaro Facelift Crossway                                                         | Jours de fonctionnement L, Ma, Me, J, V                                                   | Jour / Soir / Nuit / Fêtes O / N / N / N                                                  | Voy. / an —                                                                               | Dépôt Vélizy-Villacoublay                                                                 |
| 6122  | Desserte : - Villes et lieux desservis : Versailles, Jouy-en-Josas, Vélizy-Villacoublay et Bièvres - Gares desservies : Versailles-Château-Rive-Gauche et Versailles-Chantiers |                                                                                           |                                                                                           |                                                                                           |                                                                                           |                                                                                           |                                                                                           |                                                                                           |                                                                                           |
| 6122  | Autre : - Zones traversées : 3 et 4 - Arrêt non accessible aux UFR : Lycée Jules-Ferry, Cisterciens - Amplitudes horaires : La ligne fonctionne du lundi au vendredi de 6 h à 9 h 50 et de 12 h 30 à 19 h 45. - Date de dernière mise à jour : 26 août 2023.                                                   |                                                                                           |                                                                                           |                                                                                           |                                                                                           |                                                                                           |                                                                                           |                                                                                           |                                                                                           |
| 6122  | Dernière actualisation : — |                                                                                           |                                                                                           |                                                                                           |                                                                                           |                                                                                           |                                                                                           |                                                                                           |                                                                                           |
| 6123  | Versailles — Europe ⥋ Vélizy 2 | Versailles — Europe ⥋ Vélizy 2                                                            | Versailles — Europe ⥋ Vélizy 2                                                            | Versailles — Europe ⥋ Vélizy 2                                                            | Versailles — Europe ⥋ Vélizy 2                                                            | Versailles — Europe ⥋ Vélizy 2                                                            | Versailles — Europe ⥋ Vélizy 2                                                            | Versailles — Europe ⥋ Vélizy 2                                                            | Versailles — Europe ⥋ Vélizy 2                                                            |
| 6123  | Ouverture / Fermeture 1997 / — | Longueur 15,30 km                                                                         | Durée 40-55 min                                                                           | Nb. d’arrêts 34                                                                           | Matériel GX 337 Elec                                                                      | Jours de fonctionnement L, Ma, Me, J, V, S, D                                             | Jour / Soir / Nuit / Fêtes O / O / N / O                                                  | Voy. / an —                                                                               | Dépôt Vélizy-Villacoublay                                                                 |
| 6123  | Desserte : - Villes et lieux desservis : Versailles, Viroflay et Vélizy-Villacoublay - Stations desservies : Robert Wagner, Mairie de Vélizy, Louvois et Vélizy 2 |                                                                                           |                                                                                           |                                                                                           |                                                                                           |                                                                                           |                                                                                           |                                                                                           |                                                                                           |
| 6123  | Autre : - Zones traversées : 3 et 4 - Arrêts non accessible aux UFR : Porchefontaine et Mairie-Tarron - Amplitudes horaires : La ligne fonctionne du lundi au vendredi de 5 h 30 à 1 h 40, le samedi de 6 h à 1 h 35 et les dimanches et fêtes de 8 h à 1 h 40. - Date de dernière mise à jour : 26 août 2023. |                                                                                           |                                                                                           |                                                                                           |                                                                                           |                                                                                           |                                                                                           |                                                                                           |                                                                                           |
| 6123  | Dernière actualisation : — |                                                                                           |                                                                                           |                                                                                           |                                                                                           |                                                                                           |                                                                                           |                                                                                           |                                                                                           |
| 6124  | Versailles — Gare des Chantiers - Abbé Rousseau ⥋ Vélizy-Villacoublay — Centre commercial | Versailles — Gare des Chantiers - Abbé Rousseau ⥋ Vélizy-Villacoublay — Centre commercial | Versailles — Gare des Chantiers - Abbé Rousseau ⥋ Vélizy-Villacoublay — Centre commercial | Versailles — Gare des Chantiers - Abbé Rousseau ⥋ Vélizy-Villacoublay — Centre commercial | Versailles — Gare des Chantiers - Abbé Rousseau ⥋ Vélizy-Villacoublay — Centre commercial | Versailles — Gare des Chantiers - Abbé Rousseau ⥋ Vélizy-Villacoublay — Centre commercial | Versailles — Gare des Chantiers - Abbé Rousseau ⥋ Vélizy-Villacoublay — Centre commercial | Versailles — Gare des Chantiers - Abbé Rousseau ⥋ Vélizy-Villacoublay — Centre commercial | Versailles — Gare des Chantiers - Abbé Rousseau ⥋ Vélizy-Villacoublay — Centre commercial |
| 6124  | Ouverture / Fermeture 16 octobre 2006 / — | Longueur 13,60 km                                                                         | Durée 25-40 min                                                                           | Nb. d’arrêts 24                                                                           | Matériel GX 337 Elec                                                                      | Jours de fonctionnement L, Ma, Me, J, V                                                   | Jour / Soir / Nuit / Fêtes O / N / N / N                                                  | Voy. / an —                                                                               | Dépôt Vélizy-Villacoublay                                                                 |
| 6124  | Desserte : - Villes et lieux desservis : Versailles, Viroflay, Vélizy-Villacoublay et Meudon - Stations et gare desservies : Versailles-Chantiers, Mairie de Vélizy, Louvois, Dewoitine et Vélizy 2 |                                                                                           |                                                                                           |                                                                                           |                                                                                           |                                                                                           |                                                                                           |                                                                                           |                                                                                           |
| 6124  | Autre : - Zones traversées : 3 et 4 - Arrêts non accessibles aux UFR : Porchefontaine - Amplitudes horaires : La ligne fonctionne du lundi au vendredi de 6 h à 21 h 30. - Date de dernière mise à jour : 26 août 2023.                                                                                        |                                                                                           |                                                                                           |                                                                                           |                                                                                           |                                                                                           |                                                                                           |                                                                                           |                                                                                           |
| 6124  | Dernière actualisation : — |                                                                                           |                                                                                           |                                                                                           |                                                                                           |                                                                                           |                                                                                           |                                                                                           |                                                                                           |

### Lignes 6130 à 6139
| Ligne | Caractéristiques | Caractéristiques                                                          | Caractéristiques                                                          | Caractéristiques                                                          | Caractéristiques                                                          | Caractéristiques                                                          | Caractéristiques                                                          | Caractéristiques                                                          | Caractéristiques                                                          |
| 6131  | (Circulaire) Vélizy-Villacoublay — Robert Wagner ⥋ via le quartier Le Bas | (Circulaire) Vélizy-Villacoublay — Robert Wagner ⥋ via le quartier Le Bas | (Circulaire) Vélizy-Villacoublay — Robert Wagner ⥋ via le quartier Le Bas | (Circulaire) Vélizy-Villacoublay — Robert Wagner ⥋ via le quartier Le Bas | (Circulaire) Vélizy-Villacoublay — Robert Wagner ⥋ via le quartier Le Bas | (Circulaire) Vélizy-Villacoublay — Robert Wagner ⥋ via le quartier Le Bas | (Circulaire) Vélizy-Villacoublay — Robert Wagner ⥋ via le quartier Le Bas | (Circulaire) Vélizy-Villacoublay — Robert Wagner ⥋ via le quartier Le Bas | (Circulaire) Vélizy-Villacoublay — Robert Wagner ⥋ via le quartier Le Bas |
| ----- | --- | ------------------------------------------------------------------------- | ------------------------------------------------------------------------- | ------------------------------------------------------------------------- | ------------------------------------------------------------------------- | ------------------------------------------------------------------------- | ------------------------------------------------------------------------- | ------------------------------------------------------------------------- | ------------------------------------------------------------------------- |
| 6131  | Ouverture / Fermeture 26 août 2013 / — | Longueur 6,15 km                                                          | Durée 25 min                                                              | Nb. d’arrêts 14                                                           | Matériel Sprinter City 65                                                 | Jours de fonctionnement L, Ma, Me, J, V, S                                | Jour / Soir / Nuit / Fêtes O / N / N / N                                  | Voy. / an —                                                               | Dépôt Vélizy-Villacoublay                                                 |
| 6131  | Desserte : - Villes et lieux desservis : Viroflay et Vélizy-Villacoublay - Station et gare desservie : Chaville - Vélizy et Robert Wagner |                                                                           |                                                                           |                                                                           |                                                                           |                                                                           |                                                                           |                                                                           |                                                                           |
| 6131  | Autre : - Zone traversée : 3 - Arrêt non accessible aux UFR : Cimetière - Amplitudes horaires : La ligne fonctionne du lundi au vendredi de 5 h 50 à 20 h 15 et le samedi de 6 h 45 à 20 h 30. - Date de dernière mise à jour : 26 août 2023. |                                                                           |                                                                           |                                                                           |                                                                           |                                                                           |                                                                           |                                                                           |                                                                           |
| 6131  | Dernière actualisation : — |                                                                           |                                                                           |                                                                           |                                                                           |                                                                           |                                                                           |                                                                           |                                                                           |
| 6132  | Gare de Chaville-Rive-Droite ⥋ Jouy-en-Josas — Campus H.E.C. | Gare de Chaville-Rive-Droite ⥋ Jouy-en-Josas — Campus H.E.C.              | Gare de Chaville-Rive-Droite ⥋ Jouy-en-Josas — Campus H.E.C.              | Gare de Chaville-Rive-Droite ⥋ Jouy-en-Josas — Campus H.E.C.              | Gare de Chaville-Rive-Droite ⥋ Jouy-en-Josas — Campus H.E.C.              | Gare de Chaville-Rive-Droite ⥋ Jouy-en-Josas — Campus H.E.C.              | Gare de Chaville-Rive-Droite ⥋ Jouy-en-Josas — Campus H.E.C.              | Gare de Chaville-Rive-Droite ⥋ Jouy-en-Josas — Campus H.E.C.              | Gare de Chaville-Rive-Droite ⥋ Jouy-en-Josas — Campus H.E.C.              |
| 6132  | Ouverture / Fermeture 14 mai 2001 / — | Longueur —                                                                | Durée 20-30 min                                                           | Nb. d’arrêts 25                                                           | Matériel Citaro K C2 GX 337 Elec                                          | Jours de fonctionnement L, Ma, Me, J, V, S, D                             | Jour / Soir / Nuit / Fêtes O / O / N / O                                  | Voy. / an —                                                               | Dépôt Vélizy-Villacoublay                                                 |
| 6132  | Desserte : - Villes et lieux desservis : Chaville, Viroflay, Vélizy-Villacoublay et Jouy-en-Josas - Station et gares desservies : Chaville-Rive-Droite, Chaville-Rive-Gauche, Chaville - Vélizy, Robert Wagner et Jouy-en-Josas |                                                                           |                                                                           |                                                                           |                                                                           |                                                                           |                                                                           |                                                                           |                                                                           |
| 6132  | Autre : - Zones traversées : 3 et 4 - Arrêt non accessibles aux UFR : Cimetière - Amplitudes horaires : La ligne fonctionne du lundi au vendredi de 6 h à 22 h 55, le samedi de 7 h à 23 h 45 et les dimanches et fêtes de 7 h 40 à 23 h 30. - Date de dernière mise à jour : 26 août 2023. |                                                                           |                                                                           |                                                                           |                                                                           |                                                                           |                                                                           |                                                                           |                                                                           |
| 6132  | Dernière actualisation : — |                                                                           |                                                                           |                                                                           |                                                                           |                                                                           |                                                                           |                                                                           |                                                                           |
| 6133  | Gare de Chaville-Rive-Droite ⥋ Gare de Bièvres | Gare de Chaville-Rive-Droite ⥋ Gare de Bièvres                            | Gare de Chaville-Rive-Droite ⥋ Gare de Bièvres                            | Gare de Chaville-Rive-Droite ⥋ Gare de Bièvres                            | Gare de Chaville-Rive-Droite ⥋ Gare de Bièvres                            | Gare de Chaville-Rive-Droite ⥋ Gare de Bièvres                            | Gare de Chaville-Rive-Droite ⥋ Gare de Bièvres                            | Gare de Chaville-Rive-Droite ⥋ Gare de Bièvres                            | Gare de Chaville-Rive-Droite ⥋ Gare de Bièvres                            |
| 6133  | Ouverture / Fermeture 26 août 2002 / — | Longueur 14,90 km                                                         | Durée 35-50 min                                                           | Nb. d’arrêts 29                                                           | Matériel GX 337 Elec                                                      | Jours de fonctionnement L, Ma, Me, J, V                                   | Jour / Soir / Nuit / Fêtes O / N / N / N                                  | Voy. / an —                                                               | Dépôt Vélizy-Villacoublay                                                 |
| 6133  | Desserte : - Villes et lieux desservis : Chaville (mairie), Viroflay (centre sportif Léo-Lagrange, stade Jean-Jaurès), Vélizy-Villacoublay (base aérienne 107, centre sportif Robert-Wagner, collège Saint-Éxupéry, église Saint-Jean-Baptiste) et Bièvres (mairie, parc Burospace) - Station et gares desservies : Chaville-Rive-Droite, Chaville-Rive-Gauche, Chaville - Vélizy, Robert Wagner et Bièvres |                                                                           |                                                                           |                                                                           |                                                                           |                                                                           |                                                                           |                                                                           |                                                                           |
| 6133  | Autre : - Zones traversées : 3 et 4 - Arrêt non accessible aux UFR : Puits Sans Vin (vers Chaville), Albert Perdreaux (vers Bièvres), Cimetière, Pointe Ouest, Les Ailes, Burospace (vers Bièvres), Vauboyen (vers Bièvres) et Mairie de Bièvres (vers Bièvres). - Amplitudes horaires : La ligne fonctionne du lundi au vendredi de 5 h 40 à 21 h 50. - Particularités : La desserte du quartier Mozart est observée le matin vers Chaville et le soir vers Bièvres. - Date de dernière mise à jour : 26 août 2023. |                                                                           |                                                                           |                                                                           |                                                                           |                                                                           |                                                                           |                                                                           |                                                                           |
| 6133  | Dernière actualisation : — |                                                                           |                                                                           |                                                                           |                                                                           |                                                                           |                                                                           |                                                                           |                                                                           |
| 6134  | Gare de Chaville-Rive-Droite ⥋ Vélizy-Villacoublay — Centre commercial | Gare de Chaville-Rive-Droite ⥋ Vélizy-Villacoublay — Centre commercial    | Gare de Chaville-Rive-Droite ⥋ Vélizy-Villacoublay — Centre commercial    | Gare de Chaville-Rive-Droite ⥋ Vélizy-Villacoublay — Centre commercial    | Gare de Chaville-Rive-Droite ⥋ Vélizy-Villacoublay — Centre commercial    | Gare de Chaville-Rive-Droite ⥋ Vélizy-Villacoublay — Centre commercial    | Gare de Chaville-Rive-Droite ⥋ Vélizy-Villacoublay — Centre commercial    | Gare de Chaville-Rive-Droite ⥋ Vélizy-Villacoublay — Centre commercial    | Gare de Chaville-Rive-Droite ⥋ Vélizy-Villacoublay — Centre commercial    |
| 6134  | Ouverture / Fermeture 13 décembre 2014 / — | Longueur 14 km                                                            | Durée 30-40 min                                                           | Nb. d’arrêts 36                                                           | Matériel GX 337 Elec                                                      | Jours de fonctionnement L, Ma, Me, J, V, S, D                             | Jour / Soir / Nuit / Fêtes O / O / N / O                                  | Voy. / an —                                                               | Dépôt Vélizy-Villacoublay                                                 |
| 6134  | Desserte : - Villes et lieux desservis : Chaville, Viroflay et Vélizy-Villacoublay - Stations et gares desservies : Chaville-Rive-Droite, Chaville-Rive-Gauche, Chaville - Vélizy, Robert Wagner Mairie de Vélizy, Louvois, Dewoitine et Vélizy 2 |                                                                           |                                                                           |                                                                           |                                                                           |                                                                           |                                                                           |                                                                           |                                                                           |
| 6134  | Autre : - Zones traversées : 3 et 4 - Arrêts non accessible aux UFR : Cimetière et Mairie - Tarron - Amplitudes horaires : La ligne fonctionne du lundi au vendredi de 6 h à 1 h, le samedi jusqu'à 1 h 25 et les dimanches et fêtes de 8 h à 1 h 25. - Particularités : La desserte du quartier Mozart n'est pas observée en semaine aux heures de pointe. - Date de dernière mise à jour : 26 août 2023. |                                                                           |                                                                           |                                                                           |                                                                           |                                                                           |                                                                           |                                                                           |                                                                           |
| 6134  | Dernière actualisation : — |                                                                           |                                                                           |                                                                           |                                                                           |                                                                           |                                                                           |                                                                           |                                                                           |
| 6135  | (Circulaire) Gare de Jouy-en-Josas ⥋ via Parc de Diane | (Circulaire) Gare de Jouy-en-Josas ⥋ via Parc de Diane                    | (Circulaire) Gare de Jouy-en-Josas ⥋ via Parc de Diane                    | (Circulaire) Gare de Jouy-en-Josas ⥋ via Parc de Diane                    | (Circulaire) Gare de Jouy-en-Josas ⥋ via Parc de Diane                    | (Circulaire) Gare de Jouy-en-Josas ⥋ via Parc de Diane                    | (Circulaire) Gare de Jouy-en-Josas ⥋ via Parc de Diane                    | (Circulaire) Gare de Jouy-en-Josas ⥋ via Parc de Diane                    | (Circulaire) Gare de Jouy-en-Josas ⥋ via Parc de Diane                    |
| 6135  | Ouverture / Fermeture 26 août 2019 / — | Longueur —                                                                | Durée 20 min                                                              | Nb. d’arrêts 12                                                           | Matériel Sprinter City 75                                                 | Jours de fonctionnement L, Ma, Me, J, V                                   | Jour / Soir / Nuit / Fêtes O / N / N / N                                  | Voy. / an —                                                               | Dépôt Vélizy-Villacoublay                                                 |
| 6135  | Desserte : - Villes et lieux desservis : Jouy-en-Josas (Paroisse de Jouy-en-Josas, Forêt Départemental des Bois-Chauveaux, CSA, Mairie, Médiathèque et Poste) et Saclay (Gymnase des Favreuses, Mairie, Mairie annexe et Bois du Chat-Noir) - Gares desservies : Jouy-en-Josas et Vauboyen |                                                                           |                                                                           |                                                                           |                                                                           |                                                                           |                                                                           |                                                                           |                                                                           |
| 6135  | Autre : - Zone traversée : 4 - Arrêt non accessible aux UFR : Ronsard - Amplitudes horaires : La ligne fonctionne du lundi au vendredi de 6 h 55 à 21 h. - Particularités : La ligne fonctionne dans le matin dans le sens contraire des aiguilles d'une montre et l'après-midi dans le sens contraire. - Date de dernière mise à jour : 26 août 2023. |                                                                           |                                                                           |                                                                           |                                                                           |                                                                           |                                                                           |                                                                           |                                                                           |
| 6135  | Dernière actualisation : — |                                                                           |                                                                           |                                                                           |                                                                           |                                                                           |                                                                           |                                                                           |                                                                           |
| 6136  | (Circulaire) Gare de Jouy-en-Josas ⥋ via l'INRA | (Circulaire) Gare de Jouy-en-Josas ⥋ via l'INRA                           | (Circulaire) Gare de Jouy-en-Josas ⥋ via l'INRA                           | (Circulaire) Gare de Jouy-en-Josas ⥋ via l'INRA                           | (Circulaire) Gare de Jouy-en-Josas ⥋ via l'INRA                           | (Circulaire) Gare de Jouy-en-Josas ⥋ via l'INRA                           | (Circulaire) Gare de Jouy-en-Josas ⥋ via l'INRA                           | (Circulaire) Gare de Jouy-en-Josas ⥋ via l'INRA                           | (Circulaire) Gare de Jouy-en-Josas ⥋ via l'INRA                           |
| 6136  | Ouverture / Fermeture — / — | Longueur 2,50 km                                                          | Durée 10-15 min                                                           | Nb. d’arrêts 8                                                            | Matériel GX 137 L                                                         | Jours de fonctionnement L, Ma, Me, J, V                                   | Jour / Soir / Nuit / Fêtes O / N / N / N                                  | Voy. / an —                                                               | Dépôt Vélizy-Villacoublay                                                 |
| 6136  | Desserte : - Ville et lieux desservis : Jouy-en-Josas (Médiathèque, Mairie, INRA) - Gare desservie : Jouy-en-Josas |                                                                           |                                                                           |                                                                           |                                                                           |                                                                           |                                                                           |                                                                           |                                                                           |
| 6136  | Autre : - Zone traversée : 4 - Arrêt non accessible aux UFR : — - Amplitudes horaires : La ligne fonctionne du lundi au vendredi de 8 h à 9 h 40 puis de 15 h 55 à 18 h 40. - Date de dernière mise à jour : 26 août 2023. |                                                                           |                                                                           |                                                                           |                                                                           |                                                                           |                                                                           |                                                                           |                                                                           |
| 6136  | Dernière actualisation : — |                                                                           |                                                                           |                                                                           |                                                                           |                                                                           |                                                                           |                                                                           |                                                                           |

### Lignes 6140 à 6149
| Ligne | Caractéristiques | Caractéristiques                                                | Caractéristiques                                                | Caractéristiques                                                | Caractéristiques                                                | Caractéristiques                                                | Caractéristiques                                                | Caractéristiques                                                | Caractéristiques                                                |
| 6140  | Vélizy-Villacoublay — Inovel Parc Nord ⥋ Pont de Sèvres | Vélizy-Villacoublay — Inovel Parc Nord ⥋ Pont de Sèvres         | Vélizy-Villacoublay — Inovel Parc Nord ⥋ Pont de Sèvres         | Vélizy-Villacoublay — Inovel Parc Nord ⥋ Pont de Sèvres         | Vélizy-Villacoublay — Inovel Parc Nord ⥋ Pont de Sèvres         | Vélizy-Villacoublay — Inovel Parc Nord ⥋ Pont de Sèvres         | Vélizy-Villacoublay — Inovel Parc Nord ⥋ Pont de Sèvres         | Vélizy-Villacoublay — Inovel Parc Nord ⥋ Pont de Sèvres         | Vélizy-Villacoublay — Inovel Parc Nord ⥋ Pont de Sèvres         |
| ----- | --- | --------------------------------------------------------------- | --------------------------------------------------------------- | --------------------------------------------------------------- | --------------------------------------------------------------- | --------------------------------------------------------------- | --------------------------------------------------------------- | --------------------------------------------------------------- | --------------------------------------------------------------- |
| 6140  | Ouverture / Fermeture 26 août 2002 / — | Longueur 10,25 km                                               | Durée 20-30 min                                                 | Nb. d’arrêts 11                                                 | Matériel Citaro C2 Citaro Facelift                              | Jours de fonctionnement L, Ma, Me, J, V                         | Jour / Soir / Nuit / Fêtes O / N / N / N                        | Voy. / an —                                                     | Dépôt Vélizy-Villacoublay                                       |
| 6140  | Desserte : - Villes et lieux desservis : Boulogne-Billancourt, Meudon et Vélizy-Villacoublay - Stations desservies : Pont de Sèvres et Inovel Parc Nord                                                                     |                                                                 |                                                                 |                                                                 |                                                                 |                                                                 |                                                                 |                                                                 |                                                                 |
| 6140  | Autre : - Zones traversées : 2 et 3 - Arrêts non accessibles aux UFR : Copernic et Morane - Amplitudes horaires : La ligne fonctionne du lundi au vendredi de 6 h à 21 h 45. - Date de dernière mise à jour : 26 août 2023. |                                                                 |                                                                 |                                                                 |                                                                 |                                                                 |                                                                 |                                                                 |                                                                 |
| 6140  | Dernière actualisation : — |                                                                 |                                                                 |                                                                 |                                                                 |                                                                 |                                                                 |                                                                 |                                                                 |
| 6142  | Vélizy-Villacoublay — L'Onde - Maison des Arts ⥋ Pont de Sèvres | Vélizy-Villacoublay — L'Onde - Maison des Arts ⥋ Pont de Sèvres | Vélizy-Villacoublay — L'Onde - Maison des Arts ⥋ Pont de Sèvres | Vélizy-Villacoublay — L'Onde - Maison des Arts ⥋ Pont de Sèvres | Vélizy-Villacoublay — L'Onde - Maison des Arts ⥋ Pont de Sèvres | Vélizy-Villacoublay — L'Onde - Maison des Arts ⥋ Pont de Sèvres | Vélizy-Villacoublay — L'Onde - Maison des Arts ⥋ Pont de Sèvres | Vélizy-Villacoublay — L'Onde - Maison des Arts ⥋ Pont de Sèvres | Vélizy-Villacoublay — L'Onde - Maison des Arts ⥋ Pont de Sèvres |
| 6142  | Ouverture / Fermeture 26 août 2002 / — | Longueur 14,85 km                                               | Durée 35-40 min                                                 | Nb. d’arrêts 12                                                 | Matériel Citaro C2 Citaro Facelift                              | Jours de fonctionnement L, Ma, Me, J, V                         | Jour / Soir / Nuit / Fêtes O / N / N / N                        | Voy. / an —                                                     | Dépôt Vélizy-Villacoublay                                       |
| 6142  | Desserte : - Villes et lieux desservis : Boulogne-Billancourt, Vélizy-Villacoublay et Bièvres - Stations desservies : Pont de Sèvres et L'Onde                                                                              |                                                                 |                                                                 |                                                                 |                                                                 |                                                                 |                                                                 |                                                                 |                                                                 |
| 6142  | Autre : - Zones traversées : 2 à 4 - Arrêt non accessible aux UFR : Aucun - Amplitudes horaires : La ligne fonctionne du lundi au vendredi de 5 h 55 à 22 h 5. - Date de dernière mise à jour : 26 août 2023.               |                                                                 |                                                                 |                                                                 |                                                                 |                                                                 |                                                                 |                                                                 |                                                                 |
| 6142  | Dernière actualisation : — |                                                                 |                                                                 |                                                                 |                                                                 |                                                                 |                                                                 |                                                                 |                                                                 |
| 6145  | Musée de Sèvres ⥋ Mairie de Vélizy | Musée de Sèvres ⥋ Mairie de Vélizy                              | Musée de Sèvres ⥋ Mairie de Vélizy                              | Musée de Sèvres ⥋ Mairie de Vélizy                              | Musée de Sèvres ⥋ Mairie de Vélizy                              | Musée de Sèvres ⥋ Mairie de Vélizy                              | Musée de Sèvres ⥋ Mairie de Vélizy                              | Musée de Sèvres ⥋ Mairie de Vélizy                              | Musée de Sèvres ⥋ Mairie de Vélizy                              |
| 6145  | Ouverture / Fermeture 2000 / — | Longueur 11,40 km                                               | Durée 20-30 min                                                 | Nb. d’arrêts 14                                                 | Matériel Citaro C2 Citaro Facelift Intouro L                    | Jours de fonctionnement L, Ma, Me, J, V                         | Jour / Soir / Nuit / Fêtes O / N / N / N                        | Voy. / an —                                                     | Dépôt Vélizy-Villacoublay                                       |
| 6145  | Desserte : - Villes et lieux desservis : Sèvres, Meudon et Vélizy-Villacoublay - Stations desservies : Musée de Sèvres, Dewoitine, Louvois et Mairie de Vélizy                                                              |                                                                 |                                                                 |                                                                 |                                                                 |                                                                 |                                                                 |                                                                 |                                                                 |
| 6145  | Autre : - Zone traversée : 3 - Arrêt non accessible aux UFR : Aucun - Amplitudes horaires : La ligne fonctionne du lundi au vendredi de 6 h à 21 h 45. - Date de dernière mise à jour : 26 août 2023.                       |                                                                 |                                                                 |                                                                 |                                                                 |                                                                 |                                                                 |                                                                 |                                                                 |
| 6145  | Dernière actualisation : — |                                                                 |                                                                 |                                                                 |                                                                 |                                                                 |                                                                 |                                                                 |                                                                 |

### Lignes 6160 à 6169
| Ligne | Caractéristiques | Caractéristiques                                                                | Caractéristiques                                                                | Caractéristiques                                                                | Caractéristiques                                                                | Caractéristiques                                                                | Caractéristiques                                                                | Caractéristiques                                                                | Caractéristiques                                                                |
| 6160  | Magny-les-Hameaux — Z.A. du Bois des Roches ⥋ Versailles — Gare des Chantiers | Magny-les-Hameaux — Z.A. du Bois des Roches ⥋ Versailles — Gare des Chantiers   | Magny-les-Hameaux — Z.A. du Bois des Roches ⥋ Versailles — Gare des Chantiers   | Magny-les-Hameaux — Z.A. du Bois des Roches ⥋ Versailles — Gare des Chantiers   | Magny-les-Hameaux — Z.A. du Bois des Roches ⥋ Versailles — Gare des Chantiers   | Magny-les-Hameaux — Z.A. du Bois des Roches ⥋ Versailles — Gare des Chantiers   | Magny-les-Hameaux — Z.A. du Bois des Roches ⥋ Versailles — Gare des Chantiers   | Magny-les-Hameaux — Z.A. du Bois des Roches ⥋ Versailles — Gare des Chantiers   | Magny-les-Hameaux — Z.A. du Bois des Roches ⥋ Versailles — Gare des Chantiers   |
| ----- | --- | ------------------------------------------------------------------------------- | ------------------------------------------------------------------------------- | ------------------------------------------------------------------------------- | ------------------------------------------------------------------------------- | ------------------------------------------------------------------------------- | ------------------------------------------------------------------------------- | ------------------------------------------------------------------------------- | ------------------------------------------------------------------------------- |
| 6160  | Ouverture / Fermeture 3 novembre 2014 / — | Longueur —                                                                      | Durée 25-30 min                                                                 | Nb. d’arrêts 16                                                                 | Matériel Crossway                                                               | Jours de fonctionnement L, Ma, Me, J, V                                         | Jour / Soir / Nuit / Fêtes O / N / N / N                                        | Voy. / an —                                                                     | Dépôt Buc                                                                       |
| 6160  | Desserte : - Villes et lieux desservis : Magny-les-Hameaux, Châteaufort, Toussus-le-Noble, Buc et Versailles - Gare desservie : Versailles-Chantiers |                                                                                 |                                                                                 |                                                                                 |                                                                                 |                                                                                 |                                                                                 |                                                                                 |                                                                                 |
| 6160  | Autre : - Zones traversées : - - Arrêts non accessibles aux UFR : — - Amplitudes horaires : La ligne est en service du lundi au vendredi de 7 h 15 à 9 h 55 puis de 16 h 10 à 20 h 15. - Particularités : Les arrêts Place, La Perruche et entre Blériot et Cerf-Volant sont desservis le matin vers Versailles et le soir dans le sens inverse. L'arrêt Genevièvre Aubé est desservi le matin vers Magny et le soir dans le sens inverse. - Date de dernière mise à jour : 26 août 2023. |                                                                                 |                                                                                 |                                                                                 |                                                                                 |                                                                                 |                                                                                 |                                                                                 |                                                                                 |
| 6160  | Dernière actualisation : — |                                                                                 |                                                                                 |                                                                                 |                                                                                 |                                                                                 |                                                                                 |                                                                                 |                                                                                 |
| 6161  | Buc — Haut Pré ⥋ Versailles — Gare Rive Gauche | Buc — Haut Pré ⥋ Versailles — Gare Rive Gauche                                  | Buc — Haut Pré ⥋ Versailles — Gare Rive Gauche                                  | Buc — Haut Pré ⥋ Versailles — Gare Rive Gauche                                  | Buc — Haut Pré ⥋ Versailles — Gare Rive Gauche                                  | Buc — Haut Pré ⥋ Versailles — Gare Rive Gauche                                  | Buc — Haut Pré ⥋ Versailles — Gare Rive Gauche                                  | Buc — Haut Pré ⥋ Versailles — Gare Rive Gauche                                  | Buc — Haut Pré ⥋ Versailles — Gare Rive Gauche                                  |
| 6161  | Ouverture / Fermeture — / — | Longueur —                                                                      | Durée 20 min                                                                    | Nb. d’arrêts 24                                                                 | Matériel Citaro C2 GX 337 Elec                                                  | Jours de fonctionnement L, Ma, Me, J, V, S                                      | Jour / Soir / Nuit / Fêtes O / N / N / N                                        | Voy. / an —                                                                     | Dépôt Vélizy-Villacoublay                                                       |
| 6161  | Desserte : - Villes et lieux desservis : Buc et Versailles - Gares desservies : Versailles-Chantiers et Versailles-Château-Rive-Gauche |                                                                                 |                                                                                 |                                                                                 |                                                                                 |                                                                                 |                                                                                 |                                                                                 |                                                                                 |
| 6161  | Autre : - Zones traversées : - - Arrêts non accessibles aux UFR : — - Amplitudes horaires : La ligne est en service du lundi au vendredi de 6 h 0 à 22 h 15 et le samedi de 6 h 15 à 21 h 5. - Date de dernière mise à jour : 26 août 2023. |                                                                                 |                                                                                 |                                                                                 |                                                                                 |                                                                                 |                                                                                 |                                                                                 |                                                                                 |
| 6161  | Dernière actualisation : — |                                                                                 |                                                                                 |                                                                                 |                                                                                 |                                                                                 |                                                                                 |                                                                                 |                                                                                 |
| 6162  | Gare de Saint-Rémy-lès-Chevreuse ⥋ Versailles — Gare Rive Gauche | Gare de Saint-Rémy-lès-Chevreuse ⥋ Versailles — Gare Rive Gauche                | Gare de Saint-Rémy-lès-Chevreuse ⥋ Versailles — Gare Rive Gauche                | Gare de Saint-Rémy-lès-Chevreuse ⥋ Versailles — Gare Rive Gauche                | Gare de Saint-Rémy-lès-Chevreuse ⥋ Versailles — Gare Rive Gauche                | Gare de Saint-Rémy-lès-Chevreuse ⥋ Versailles — Gare Rive Gauche                | Gare de Saint-Rémy-lès-Chevreuse ⥋ Versailles — Gare Rive Gauche                | Gare de Saint-Rémy-lès-Chevreuse ⥋ Versailles — Gare Rive Gauche                | Gare de Saint-Rémy-lès-Chevreuse ⥋ Versailles — Gare Rive Gauche                |
| 6162  | Ouverture / Fermeture — / — | Longueur —                                                                      | Durée 45-60 min                                                                 | Nb. d’arrêts 41                                                                 | Matériel Citaro C2 Citaro C2 LE Citaro LEÜ Citelis 12 Crossway Crossway LE      | Jours de fonctionnement L, Ma, Me, J, V, S, D                                   | Jour / Soir / Nuit / Fêtes O / N / N / O                                        | Voy. / an —                                                                     | Dépôt Buc                                                                       |
| 6162  | Desserte : - Villes et lieux desservis : Saint-Rémy-lès-Chevreuse, Magny-les-Hameaux, Châteaufort, Toussus-le-Noble, Buc et Versailles - Gares desservies : Saint-Rémy-lès-Chevreuse, Versailles-Chantiers et Versailles-Château-Rive-Gauche |                                                                                 |                                                                                 |                                                                                 |                                                                                 |                                                                                 |                                                                                 |                                                                                 |                                                                                 |
| 6162  | Autre : - Zones traversées : - - Arrêts non accessibles aux UFR : — - Amplitudes horaires : La ligne est en service du lundi au vendredi de 5 h 50 à 0 h 15, le samedi de 6 h 30 à 23 h 50 et les dimanches et fêtes de 7 h 5 à 22 h 45. - Date de dernière mise à jour : 24 avril 2023. |                                                                                 |                                                                                 |                                                                                 |                                                                                 |                                                                                 |                                                                                 |                                                                                 |                                                                                 |
| 6162  | Dernière actualisation : — |                                                                                 |                                                                                 |                                                                                 |                                                                                 |                                                                                 |                                                                                 |                                                                                 |                                                                                 |
| 6163  | Gare de Saint-Rémy-lès-Chevreuse ⥋ Versailles — Gare Rive Gauche | Gare de Saint-Rémy-lès-Chevreuse ⥋ Versailles — Gare Rive Gauche                | Gare de Saint-Rémy-lès-Chevreuse ⥋ Versailles — Gare Rive Gauche                | Gare de Saint-Rémy-lès-Chevreuse ⥋ Versailles — Gare Rive Gauche                | Gare de Saint-Rémy-lès-Chevreuse ⥋ Versailles — Gare Rive Gauche                | Gare de Saint-Rémy-lès-Chevreuse ⥋ Versailles — Gare Rive Gauche                | Gare de Saint-Rémy-lès-Chevreuse ⥋ Versailles — Gare Rive Gauche                | Gare de Saint-Rémy-lès-Chevreuse ⥋ Versailles — Gare Rive Gauche                | Gare de Saint-Rémy-lès-Chevreuse ⥋ Versailles — Gare Rive Gauche                |
| 6163  | Ouverture / Fermeture 2 septembre 2013 / — | Longueur —                                                                      | Durée 40-45 min                                                                 | Nb. d’arrêts 15                                                                 | Matériel Citaro C2 Citaro C2 LE Citaro LEÜ Citelis 12 Crossway Crossway LE      | Jours de fonctionnement L, Ma, Me, J, V                                         | Jour / Soir / Nuit / Fêtes O / N / N / N                                        | Voy. / an —                                                                     | Dépôt Buc                                                                       |
| 6163  | Desserte : - Villes et lieux desservis : Saint-Rémy-lès-Chevreuse, Magny-les-Hameaux, Châteaufort, Buc et Versailles - Gares desservies : Saint-Rémy-lès-Chevreuse, Versailles-Chantiers et Versailles-Château-Rive-Gauche |                                                                                 |                                                                                 |                                                                                 |                                                                                 |                                                                                 |                                                                                 |                                                                                 |                                                                                 |
| 6163  | Autre : - Zones traversées : - - Arrêts non accessibles aux UFR : — - Amplitudes horaires : La ligne est en service du lundi au vendredi de 6 h 5 à 9 h 20 puis de 16 h 20 à 20 h. - Date de dernière mise à jour : 26 août 2023. |                                                                                 |                                                                                 |                                                                                 |                                                                                 |                                                                                 |                                                                                 |                                                                                 |                                                                                 |
| 6163  | Dernière actualisation : — |                                                                                 |                                                                                 |                                                                                 |                                                                                 |                                                                                 |                                                                                 |                                                                                 |                                                                                 |
| 6164  | Gare de Versailles-Chantiers — Abbé Rousseau ⥋ Gare de Jouy-en-Josas / Vélizy 2 | Gare de Versailles-Chantiers — Abbé Rousseau ⥋ Gare de Jouy-en-Josas / Vélizy 2 | Gare de Versailles-Chantiers — Abbé Rousseau ⥋ Gare de Jouy-en-Josas / Vélizy 2 | Gare de Versailles-Chantiers — Abbé Rousseau ⥋ Gare de Jouy-en-Josas / Vélizy 2 | Gare de Versailles-Chantiers — Abbé Rousseau ⥋ Gare de Jouy-en-Josas / Vélizy 2 | Gare de Versailles-Chantiers — Abbé Rousseau ⥋ Gare de Jouy-en-Josas / Vélizy 2 | Gare de Versailles-Chantiers — Abbé Rousseau ⥋ Gare de Jouy-en-Josas / Vélizy 2 | Gare de Versailles-Chantiers — Abbé Rousseau ⥋ Gare de Jouy-en-Josas / Vélizy 2 | Gare de Versailles-Chantiers — Abbé Rousseau ⥋ Gare de Jouy-en-Josas / Vélizy 2 |
| 6164  | Ouverture / Fermeture — / — | Longueur 17,5 km                                                                | Durée 20-40 min                                                                 | Nb. d’arrêts 31                                                                 | Matériel Citaro C2 GX 337 Elec                                                  | Jours de fonctionnement L, Ma, Me, J, V, S                                      | Jour / Soir / Nuit / Fêtes O / O / N / N                                        | Voy. / an —                                                                     | Dépôt Vélizy-Villacoublay                                                       |
| 6164  | Desserte : - Villes et lieux desservis : Versailles, Buc, Les Loges-en-Josas, Jouy-en-Josas et Vélizy-Villacoublay - Gares desservies : Versailles-Chantiers, Petit Jouy - Les Loges et Jouy-en-Josas |                                                                                 |                                                                                 |                                                                                 |                                                                                 |                                                                                 |                                                                                 |                                                                                 |                                                                                 |
| 6164  | Autre : - Zone traversée : 3 et 4 - Arrêts non accessibles aux UFR : — - Amplitudes horaires : La ligne fonctionne du lundi au vendredi de 6 h 0 à 21 h 30 et le samedi de 9 h 15 à 20 h 15. - Particularités : Les arrêts de Cerf-Volant à Blériot - Jean Casale sont desservis le matin en direction de Versailles et le soir dans le sens inverse. - Date de dernière mise à jour : 18 mai 2025.                                                                                       |                                                                                 |                                                                                 |                                                                                 |                                                                                 |                                                                                 |                                                                                 |                                                                                 |                                                                                 |
| 6164  | Dernière actualisation : — |                                                                                 |                                                                                 |                                                                                 |                                                                                 |                                                                                 |                                                                                 |                                                                                 |                                                                                 |

### Lignes 6171 à 6179
| Ligne | Caractéristiques | Caractéristiques                                                                                         | Caractéristiques                                                                                         | Caractéristiques                                                                                         | Caractéristiques                                                                                         | Caractéristiques                                                                                         | Caractéristiques                                                                                         | Caractéristiques                                                                                         | Caractéristiques                                                                                         |
| 6171  | Jouy-en-Josas — Trois Canards / Saclay — Val d'Albian - Villeras ⥋ Vélizy-Villacoublay — Mairie - Tarron | Jouy-en-Josas — Trois Canards / Saclay — Val d'Albian - Villeras ⥋ Vélizy-Villacoublay — Mairie - Tarron | Jouy-en-Josas — Trois Canards / Saclay — Val d'Albian - Villeras ⥋ Vélizy-Villacoublay — Mairie - Tarron | Jouy-en-Josas — Trois Canards / Saclay — Val d'Albian - Villeras ⥋ Vélizy-Villacoublay — Mairie - Tarron | Jouy-en-Josas — Trois Canards / Saclay — Val d'Albian - Villeras ⥋ Vélizy-Villacoublay — Mairie - Tarron | Jouy-en-Josas — Trois Canards / Saclay — Val d'Albian - Villeras ⥋ Vélizy-Villacoublay — Mairie - Tarron | Jouy-en-Josas — Trois Canards / Saclay — Val d'Albian - Villeras ⥋ Vélizy-Villacoublay — Mairie - Tarron | Jouy-en-Josas — Trois Canards / Saclay — Val d'Albian - Villeras ⥋ Vélizy-Villacoublay — Mairie - Tarron | Jouy-en-Josas — Trois Canards / Saclay — Val d'Albian - Villeras ⥋ Vélizy-Villacoublay — Mairie - Tarron |
| ----- | --- | --- | --- | --- | --- | --- | --- | --- | --- |
| 6171  | Ouverture / Fermeture — / — | Longueur 12,20 km                                                                                        | Durée 30-50 min                                                                                          | Nb. d’arrêts 28                                                                                          | Matériel Citaro C2 Citaro Facelift                                                                       | Jours de fonctionnement L, Ma, Me, J, V                                                                  | Jour / Soir / Nuit / Fêtes O / N / N / N                                                                 | Voy. / an —                                                                                              | Dépôt Vélizy-Villacoublay                                                                                |
| 6171  | Desserte : - Villes et lieux desservis : Saclay (Mairie annexe, Groupe scolaire du Val d'Albian), Jouy-en-Josas (Parc de Diane, Bois du Chat Noir, Forêt départementale des Bois Chauveaux, Centre sportif et associatif, INRA, Mairie, Médiathèque, Musée de la toile de Jouy, Bois des Metz, Centre d'affaire de Jouy-en-Josas, Inovel Parc Sud) et Vélizy-Villacoublay (L'Onde, Collège Maryse-Bastié, Mairie, Médiathèque, École Fronval, Centre commercial du Mail, Paroisse Saint-Denis, Centre sportif Robert-Wagner, Collège Saint-Exupéry) - Gares desservies : Jouy-en-Josas et Vauboyen                                                                    | | | | | | | | |
| 6171  | Autre : - Zones traversées : 3 et 4 - Arrêts non accessibles aux UFR : De Trois Canards à Les Tilleuls, Ronsard, Montcel et Abel Nicolle - Le Vallon - Amplitudes horaires : La ligne fonctionne en période scolaire aux heures d'entrée et de sortie de l'établissement scolaire. - Date de dernière mise à jour : 26 août 2023. | | | | | | | | |
| 6171  | Dernière actualisation : — | | | | | | | | |
| 6172  | Buc — Collège Martin-Luther-King ⥋ Jouy-en-Josas — Les Metz - La Mare | Buc — Collège Martin-Luther-King ⥋ Jouy-en-Josas — Les Metz - La Mare                                    | Buc — Collège Martin-Luther-King ⥋ Jouy-en-Josas — Les Metz - La Mare                                    | Buc — Collège Martin-Luther-King ⥋ Jouy-en-Josas — Les Metz - La Mare                                    | Buc — Collège Martin-Luther-King ⥋ Jouy-en-Josas — Les Metz - La Mare                                    | Buc — Collège Martin-Luther-King ⥋ Jouy-en-Josas — Les Metz - La Mare                                    | Buc — Collège Martin-Luther-King ⥋ Jouy-en-Josas — Les Metz - La Mare                                    | Buc — Collège Martin-Luther-King ⥋ Jouy-en-Josas — Les Metz - La Mare                                    | Buc — Collège Martin-Luther-King ⥋ Jouy-en-Josas — Les Metz - La Mare                                    |
| 6172  | Ouverture / Fermeture — / — | Longueur 10,20 km                                                                                        | Durée 20-25 min                                                                                          | Nb. d’arrêts 20                                                                                          | Matériel Citaro C2 Citaro Facelift                                                                       | Jours de fonctionnement L, Ma, Me, J, V                                                                  | Jour / Soir / Nuit / Fêtes O / N / N / N                                                                 | Voy. / an —                                                                                              | Dépôt Vélizy-Villacoublay                                                                                |
| 6172  | Desserte : - Villes et lieux desservis : Jouy-en-Josas (Bois de l'Homme Mort, Mairie, Médiathèque, Musée de la Toile de Jouy), Les Loges-en-Josas (Bibliothèque, Mairie, Zone d'Activités) et Buc (Collège Martin Luther King, Lycée Franco-Allemand) - Gares desservies : Jouy-en-Josas et Petit Jouy - Les Loges | | | | | | | | |
| 6172  | Autre : - Zone traversée : 4 - Arrêt non accessible aux UFR : — - Amplitudes horaires : La ligne fonctionne en période scolaire aux heures d'entrée et de sortie de l'établissement scolaire. - Date de dernière mise à jour : 26 août 2023. | | | | | | | | |
| 6172  | Dernière actualisation : — | | | | | | | | |
| 6173  | Gare de Versailles-Château-Rive-Gauche ⥋ Saclay — Val d'Albian - Villeras | Gare de Versailles-Château-Rive-Gauche ⥋ Saclay — Val d'Albian - Villeras                                | Gare de Versailles-Château-Rive-Gauche ⥋ Saclay — Val d'Albian - Villeras                                | Gare de Versailles-Château-Rive-Gauche ⥋ Saclay — Val d'Albian - Villeras                                | Gare de Versailles-Château-Rive-Gauche ⥋ Saclay — Val d'Albian - Villeras                                | Gare de Versailles-Château-Rive-Gauche ⥋ Saclay — Val d'Albian - Villeras                                | Gare de Versailles-Château-Rive-Gauche ⥋ Saclay — Val d'Albian - Villeras                                | Gare de Versailles-Château-Rive-Gauche ⥋ Saclay — Val d'Albian - Villeras                                | Gare de Versailles-Château-Rive-Gauche ⥋ Saclay — Val d'Albian - Villeras                                |
| 6173  | Ouverture / Fermeture — / — | Longueur 17,05 km                                                                                        | Durée 35-40 min                                                                                          | Nb. d’arrêts 33                                                                                          | Matériel Citaro C2 Citaro Facelift GX 137 L                                                              | Jours de fonctionnement L, Ma, Me, J, V                                                                  | Jour / Soir / Nuit / Fêtes O / N / N / N                                                                 | Voy. / an —                                                                                              | Dépôt Vélizy-Villacoublay                                                                                |
| 6173  | Desserte : - Villes et lieux desservis : Versailles (Lycée Jules Ferry, Collège du Sacré-Cœur, Lycée Notre-Dame du Grandchamps, Le Jardin des Étangs Gobert, Bois Saint-Martin, Bois du Cerf-Volant), Buc (Bois des Gonards, Marché), Les Loges-en-Josas (Zone d'Activités, Bibliothèque, École, Mairie et Église), Jouy-en-Josas (Musée de la Toile de Jouy, Médiathèque, Mairie, INRA, Centre sportif et associatif, Forêt Départementale des Bois Chauveaux, Bois du Chat Noir et Parc de Diane) et Saclay (Groupe scolaire du Val d'Albian, Mairie annexe) - Gares desservies : Versailles-Château-Rive-Gauche, Petit Jouy - Les Loges, Jouy-en-Josas et Vauboyen | | | | | | | | |
| 6173  | Autre : - Zone traversée : 4 - Arrêts non accessibles aux UFR : Pont Saint-Martin, ZAC Cerf-Volant, Central P.T.T., de Trois Canards à Les Tilleuls et Ronsard - Amplitudes horaires : La ligne fonctionne en période scolaire aux heures d'entrée et de sortie de l'établissement scolaire. - Date de dernière mise à jour : 26 août 2023. | | | | | | | | |
| 6173  | Dernière actualisation : — | | | | | | | | |
| 6174  | Buc — Lycée Franco-Allemand ⥋ Saclay — Val d'Albian - Villeras | Buc — Lycée Franco-Allemand ⥋ Saclay — Val d'Albian - Villeras                                           | Buc — Lycée Franco-Allemand ⥋ Saclay — Val d'Albian - Villeras                                           | Buc — Lycée Franco-Allemand ⥋ Saclay — Val d'Albian - Villeras                                           | Buc — Lycée Franco-Allemand ⥋ Saclay — Val d'Albian - Villeras                                           | Buc — Lycée Franco-Allemand ⥋ Saclay — Val d'Albian - Villeras                                           | Buc — Lycée Franco-Allemand ⥋ Saclay — Val d'Albian - Villeras                                           | Buc — Lycée Franco-Allemand ⥋ Saclay — Val d'Albian - Villeras                                           | Buc — Lycée Franco-Allemand ⥋ Saclay — Val d'Albian - Villeras                                           |
| 6174  | Ouverture / Fermeture — / — | Longueur —                                                                                               | Durée 25-30 min                                                                                          | Nb. d’arrêts 26                                                                                          | Matériel Citaro C2 Citaro Facelift                                                                       | Jours de fonctionnement L, Ma, Me, J, V                                                                  | Jour / Soir / Nuit / Fêtes O / N / N / N                                                                 | Voy. / an —                                                                                              | Dépôt Vélizy-Villacoublay                                                                                |
| 6174  | Desserte : - Villes et lieux desservis : Buc (CES Martin Luther King, Lycée Frano-Allemand), Les Loges-en-Josas (Zone d'Activités, Bibliothèque, École, Mairie et Église), Jouy-en-Josas (Musée de la Toile de Jouy, Médiathèque, Mairie, INRA, Centre sportif et associatif, Forêt Départementale des Bois Chauveaux, Bois du Chat Noir et Parc de Diane) et Saclay (Groupe scolaire du Val d'Albian, Mairie annexe) - Gares desservies : Petit Jouy - Les Loges, Jouy-en-Josas et Vauboyen | | | | | | | | |
| 6174  | Autre : - Zone traversée : 4 - Arrêt non accessible aux UFR : — - Amplitudes horaires : La ligne fonctionne en période scolaire aux heures d'entrée et de sortie de l'établissement scolaire. - Date de dernière mise à jour : 26 août 2023. | | | | | | | | |
| 6174  | Dernière actualisation : — | | | | | | | | |
| 6175  | Vélizy-Villacoublay — Ursine ⥋ Vélizy-Villacoublay — Mairie - Tarron | Vélizy-Villacoublay — Ursine ⥋ Vélizy-Villacoublay — Mairie - Tarron                                     | Vélizy-Villacoublay — Ursine ⥋ Vélizy-Villacoublay — Mairie - Tarron                                     | Vélizy-Villacoublay — Ursine ⥋ Vélizy-Villacoublay — Mairie - Tarron                                     | Vélizy-Villacoublay — Ursine ⥋ Vélizy-Villacoublay — Mairie - Tarron                                     | Vélizy-Villacoublay — Ursine ⥋ Vélizy-Villacoublay — Mairie - Tarron                                     | Vélizy-Villacoublay — Ursine ⥋ Vélizy-Villacoublay — Mairie - Tarron                                     | Vélizy-Villacoublay — Ursine ⥋ Vélizy-Villacoublay — Mairie - Tarron                                     | Vélizy-Villacoublay — Ursine ⥋ Vélizy-Villacoublay — Mairie - Tarron                                     |
| 6175  | Ouverture / Fermeture 26 août 2002 / — | Longueur 4,50 km                                                                                         | Durée 10-20 min                                                                                          | Nb. d’arrêts 4                                                                                           | Matériel GX 337 Elec                                                                                     | Jours de fonctionnement L, Ma, Me, J, V                                                                  | Jour / Soir / Nuit / Fêtes O / N / N / N                                                                 | Voy. / an —                                                                                              | Dépôt Vélizy-Villacoublay                                                                                |
| 6175  | Desserte : - Villes et lieux desservis : Vélizy-Villacoublay et Viroflay | | | | | | | | |
| 6175  | Autre : - Zone traversée : 3 - Arrêt non accessible aux UFR : Aucun - Amplitudes horaires : La ligne fonctionne en période scolaire aux heures d'entrée et de sortie de l'établissement scolaire. - Date de dernière mise à jour : 26 août 2023. | | | | | | | | |
| 6175  | Dernière actualisation : — | | | | | | | | |
| 6176  | Robinson RER ⥋ Buc — MLK / LFA | Robinson RER ⥋ Buc — MLK / LFA                                                                           | Robinson RER ⥋ Buc — MLK / LFA                                                                           | Robinson RER ⥋ Buc — MLK / LFA                                                                           | Robinson RER ⥋ Buc — MLK / LFA                                                                           | Robinson RER ⥋ Buc — MLK / LFA                                                                           | Robinson RER ⥋ Buc — MLK / LFA                                                                           | Robinson RER ⥋ Buc — MLK / LFA                                                                           | Robinson RER ⥋ Buc — MLK / LFA                                                                           |
| 6176  | Ouverture / Fermeture — / — | Longueur —                                                                                               | Durée 50-60 min                                                                                          | Nb. d’arrêts 10                                                                                          | Matériel Crossway                                                                                        | Jours de fonctionnement L, Ma, Me, J, V                                                                  | Jour / Soir / Nuit / Fêtes O / N / N / N                                                                 | Voy. / an —                                                                                              | Dépôt Buc                                                                                                |
| 6176  | Desserte : - Villes et lieux desservis : Sceaux, Le Plessis-Robinson, Clamart, Meudon, Vélizy-Villacoublay, Jouy-en-Josas et Buc - Gare desservie : Robinson | | | | | | | | |
| 6176  | Autre : - Zones traversées : 3 et 4 - Arrêts non accessibles aux UFR : — - Amplitudes horaires : La ligne fonctionne en période scolaire aux heures d'entrée et de sortie de l'établissement scolaire. - Date de dernière mise à jour : 26 août 2023. | | | | | | | | |
| 6176  | Dernière actualisation : — | | | | | | | | |
| 6177  | Robinson RER (le mercredi après-midi) / Châtenay-Malabry — Ferme ⥋ Buc — MLK / LFA | Robinson RER (le mercredi après-midi) / Châtenay-Malabry — Ferme ⥋ Buc — MLK / LFA                       | Robinson RER (le mercredi après-midi) / Châtenay-Malabry — Ferme ⥋ Buc — MLK / LFA                       | Robinson RER (le mercredi après-midi) / Châtenay-Malabry — Ferme ⥋ Buc — MLK / LFA                       | Robinson RER (le mercredi après-midi) / Châtenay-Malabry — Ferme ⥋ Buc — MLK / LFA                       | Robinson RER (le mercredi après-midi) / Châtenay-Malabry — Ferme ⥋ Buc — MLK / LFA                       | Robinson RER (le mercredi après-midi) / Châtenay-Malabry — Ferme ⥋ Buc — MLK / LFA                       | Robinson RER (le mercredi après-midi) / Châtenay-Malabry — Ferme ⥋ Buc — MLK / LFA                       | Robinson RER (le mercredi après-midi) / Châtenay-Malabry — Ferme ⥋ Buc — MLK / LFA                       |
| 6177  | Ouverture / Fermeture — / — | Longueur —                                                                                               | Durée 55-75 min                                                                                          | Nb. d’arrêts 16                                                                                          | Matériel Crossway                                                                                        | Jours de fonctionnement L, Ma, Me, J, V                                                                  | Jour / Soir / Nuit / Fêtes O / N / N / N                                                                 | Voy. / an —                                                                                              | Dépôt Buc                                                                                                |
| 6177  | Desserte : - Villes et lieux desservis : Sceaux, Châtenay-Malabry, Verrières-le-Buisson, Massy, Palaiseau et Buc - Gares desservies : Robinson, Massy - Palaiseau et Palaiseau à distance | | | | | | | | |
| 6177  | Autre : - Zones traversées : 3 et 4 - Arrêts non accessibles aux UFR : — - Amplitudes horaires : La ligne fonctionne en période scolaire aux heures d'entrée et de sortie de l'établissement scolaire. - Date de dernière mise à jour : 26 août 2023. | | | | | | | | |
| 6177  | Dernière actualisation : — | | | | | | | | |
| 6178  | Jouy-en-Josas — Victor Hugo ⥋ Vélizy-Villacoublay — Mairie - Tarron | Jouy-en-Josas — Victor Hugo ⥋ Vélizy-Villacoublay — Mairie - Tarron                                      | Jouy-en-Josas — Victor Hugo ⥋ Vélizy-Villacoublay — Mairie - Tarron                                      | Jouy-en-Josas — Victor Hugo ⥋ Vélizy-Villacoublay — Mairie - Tarron                                      | Jouy-en-Josas — Victor Hugo ⥋ Vélizy-Villacoublay — Mairie - Tarron                                      | Jouy-en-Josas — Victor Hugo ⥋ Vélizy-Villacoublay — Mairie - Tarron                                      | Jouy-en-Josas — Victor Hugo ⥋ Vélizy-Villacoublay — Mairie - Tarron                                      | Jouy-en-Josas — Victor Hugo ⥋ Vélizy-Villacoublay — Mairie - Tarron                                      | Jouy-en-Josas — Victor Hugo ⥋ Vélizy-Villacoublay — Mairie - Tarron                                      |
| 6178  | Ouverture / Fermeture 26 août 2002 / — | Longueur 5 km                                                                                            | Durée 15 min                                                                                             | Nb. d’arrêts 8                                                                                           | Matériel GX 337 Elec                                                                                     | Jours de fonctionnement L, Ma, Me, J, V                                                                  | Jour / Soir / Nuit / Fêtes O / N / N / N                                                                 | Voy. / an —                                                                                              | Dépôt Vélizy-Villacoublay                                                                                |
| 6178  | Desserte : - Villes et lieux desservis : Jouy-en-Josas et Vélizy-Villacoublay | | | | | | | | |
| 6178  | Autre : - Zones traversées : 3 et 4 - Arrêt non accessible aux UFR : Aucun - Amplitudes horaires : La ligne fonctionne en période scolaire aux heures d'entrée et de sortie de l'établissement scolaire. - Date de dernière mise à jour : 26 août 2023. | | | | | | | | |
| 6178  | Dernière actualisation : — | | | | | | | | |
| 6179  | Le Chesnay-Rocquencourt — Passy ⥋ Buc — Lycée Franco-Allemand | Le Chesnay-Rocquencourt — Passy ⥋ Buc — Lycée Franco-Allemand                                            | Le Chesnay-Rocquencourt — Passy ⥋ Buc — Lycée Franco-Allemand                                            | Le Chesnay-Rocquencourt — Passy ⥋ Buc — Lycée Franco-Allemand                                            | Le Chesnay-Rocquencourt — Passy ⥋ Buc — Lycée Franco-Allemand                                            | Le Chesnay-Rocquencourt — Passy ⥋ Buc — Lycée Franco-Allemand                                            | Le Chesnay-Rocquencourt — Passy ⥋ Buc — Lycée Franco-Allemand                                            | Le Chesnay-Rocquencourt — Passy ⥋ Buc — Lycée Franco-Allemand                                            | Le Chesnay-Rocquencourt — Passy ⥋ Buc — Lycée Franco-Allemand                                            |
| 6179  | Ouverture / Fermeture 2 septembre 2013 / — | Longueur —                                                                                               | Durée 45 min                                                                                             | Nb. d’arrêts 15                                                                                          | Matériel Crossway Intouro                                                                                | Jours de fonctionnement L, Ma, Me, J, V                                                                  | Jour / Soir / Nuit / Fêtes O / N / N / N                                                                 | Voy. / an —                                                                                              | Dépôt Buc                                                                                                |
| 6179  | Desserte : - Villes et lieux desservis : Le Chesnay-Rocquencourt, Versailles et Buc - Gares desservies : Versailles-Rive-Droite, Versailles-Chantiers et Porchefontaine | | | | | | | | |
| 6179  | Autre : - Zone traversée : 4 - Arrêts non accessibles aux UFR : — - Amplitudes horaires : La ligne fonctionne en période scolaire aux heures d'entrée et de sortie de l'établissement scolaire. - Date de dernière mise à jour : 26 août 2023. | | | | | | | | |
| 6179  | Dernière actualisation : — | | | | | | | | |

### Lignes 6180 à 6189
| Ligne | Caractéristiques | Caractéristiques                                                    | Caractéristiques                                                    | Caractéristiques                                                    | Caractéristiques                                                    | Caractéristiques                                                    | Caractéristiques                                                    | Caractéristiques                                                    | Caractéristiques                                                    |
| 6180  | Gare de Montreuil ⥋ Buc — Lycée Franco-Allemand | Gare de Montreuil ⥋ Buc — Lycée Franco-Allemand                     | Gare de Montreuil ⥋ Buc — Lycée Franco-Allemand                     | Gare de Montreuil ⥋ Buc — Lycée Franco-Allemand                     | Gare de Montreuil ⥋ Buc — Lycée Franco-Allemand                     | Gare de Montreuil ⥋ Buc — Lycée Franco-Allemand                     | Gare de Montreuil ⥋ Buc — Lycée Franco-Allemand                     | Gare de Montreuil ⥋ Buc — Lycée Franco-Allemand                     | Gare de Montreuil ⥋ Buc — Lycée Franco-Allemand                     |
| ----- | --- | ------------------------------------------------------------------- | ------------------------------------------------------------------- | ------------------------------------------------------------------- | ------------------------------------------------------------------- | ------------------------------------------------------------------- | ------------------------------------------------------------------- | ------------------------------------------------------------------- | ------------------------------------------------------------------- |
| 6180  | Ouverture / Fermeture 2 septembre 2013 / — | Longueur —                                                          | Durée 25 min                                                        | Nb. d’arrêts 9                                                      | Matériel Crossway Intouro                                           | Jours de fonctionnement L, Ma, Me, J, V                             | Jour / Soir / Nuit / Fêtes O / N / N / N                            | Voy. / an —                                                         | Dépôt Buc                                                           |
| 6180  | Desserte : - Villes et lieux desservis : Versailles et Buc - Gares desservies : Montreuil, Versailles-Chantiers et Porchefontaine |                                                                     |                                                                     |                                                                     |                                                                     |                                                                     |                                                                     |                                                                     |                                                                     |
| 6180  | Autre : - Zone traversée : 4 - Arrêts non accessibles aux UFR : — - Amplitudes horaires : La ligne fonctionne en période scolaire aux heures d'entrée et de sortie de l'établissement scolaire. - Date de dernière mise à jour : 26 août 2023. |                                                                     |                                                                     |                                                                     |                                                                     |                                                                     |                                                                     |                                                                     |                                                                     |
| 6180  | Dernière actualisation : — |                                                                     |                                                                     |                                                                     |                                                                     |                                                                     |                                                                     |                                                                     |                                                                     |
| 6181  | Châteaufort — Place ⥋ Buc — Lycée Franco-Allemand | Châteaufort — Place ⥋ Buc — Lycée Franco-Allemand                   | Châteaufort — Place ⥋ Buc — Lycée Franco-Allemand                   | Châteaufort — Place ⥋ Buc — Lycée Franco-Allemand                   | Châteaufort — Place ⥋ Buc — Lycée Franco-Allemand                   | Châteaufort — Place ⥋ Buc — Lycée Franco-Allemand                   | Châteaufort — Place ⥋ Buc — Lycée Franco-Allemand                   | Châteaufort — Place ⥋ Buc — Lycée Franco-Allemand                   | Châteaufort — Place ⥋ Buc — Lycée Franco-Allemand                   |
| 6181  | Ouverture / Fermeture 2 septembre 2013 / — | Longueur —                                                          | Durée 10-15 min                                                     | Nb. d’arrêts 8                                                      | Matériel Crossway Intouro                                           | Jours de fonctionnement L, Ma, Me, J, V                             | Jour / Soir / Nuit / Fêtes O / N / N / N                            | Voy. / an —                                                         | Dépôt Buc                                                           |
| 6181  | Desserte : - Villes et lieux desservis : Châteaufort, Toussus-le-Noble et Buc |                                                                     |                                                                     |                                                                     |                                                                     |                                                                     |                                                                     |                                                                     |                                                                     |
| 6181  | Autre : - Zones traversées : 4 et 5 - Arrêts non accessibles aux UFR : — - Amplitudes horaires : La ligne fonctionne en période scolaire aux heures d'entrée et de sortie de l'établissement scolaire. - Particularités : Le mercredi, les courses sont prolongées de Châteaufort - Place à Châteaufort - Trinité dans le sens retour uniquement. - Date de dernière mise à jour : 26 août 2023. |                                                                     |                                                                     |                                                                     |                                                                     |                                                                     |                                                                     |                                                                     |                                                                     |
| 6181  | Dernière actualisation : — |                                                                     |                                                                     |                                                                     |                                                                     |                                                                     |                                                                     |                                                                     |                                                                     |
| 6182  | Châteaufort — Place ⥋ Gare de Versailles-Château-Rive-Gauche | Châteaufort — Place ⥋ Gare de Versailles-Château-Rive-Gauche        | Châteaufort — Place ⥋ Gare de Versailles-Château-Rive-Gauche        | Châteaufort — Place ⥋ Gare de Versailles-Château-Rive-Gauche        | Châteaufort — Place ⥋ Gare de Versailles-Château-Rive-Gauche        | Châteaufort — Place ⥋ Gare de Versailles-Château-Rive-Gauche        | Châteaufort — Place ⥋ Gare de Versailles-Château-Rive-Gauche        | Châteaufort — Place ⥋ Gare de Versailles-Château-Rive-Gauche        | Châteaufort — Place ⥋ Gare de Versailles-Château-Rive-Gauche        |
| 6182  | Ouverture / Fermeture 2 septembre 2013 / — | Longueur —                                                          | Durée 20-30 min                                                     | Nb. d’arrêts 23                                                     | Matériel Crossway Intouro                                           | Jours de fonctionnement L, Ma, Me, J, V, S                          | Jour / Soir / Nuit / Fêtes O / N / N / N                            | Voy. / an —                                                         | Dépôt Buc                                                           |
| 6182  | Desserte : - Villes et lieux desservis : Châteaufort, Toussus-le-Noble, Buc et Versailles - Gares desservies : Versailles-Chantiers et Versailles-Château-Rive-Gauche |                                                                     |                                                                     |                                                                     |                                                                     |                                                                     |                                                                     |                                                                     |                                                                     |
| 6182  | Autre : - Zones traversées : 4 et 5 - Arrêts non accessibles aux UFR : — - Amplitudes horaires : La ligne fonctionne en période scolaire aux heures d'entrée et de sortie de l'établissement scolaire. - Particularités : Il existe un service du lundi au vendredi qui part de Châteaufort — Place. - Date de dernière mise à jour : 26 août 2023.                                              |                                                                     |                                                                     |                                                                     |                                                                     |                                                                     |                                                                     |                                                                     |                                                                     |
| 6182  | Dernière actualisation : — |                                                                     |                                                                     |                                                                     |                                                                     |                                                                     |                                                                     |                                                                     |                                                                     |
| 6183  | Chevreuse — Petits Ponts ⥋ Buc — MLK / LFA | Chevreuse — Petits Ponts ⥋ Buc — MLK / LFA                          | Chevreuse — Petits Ponts ⥋ Buc — MLK / LFA                          | Chevreuse — Petits Ponts ⥋ Buc — MLK / LFA                          | Chevreuse — Petits Ponts ⥋ Buc — MLK / LFA                          | Chevreuse — Petits Ponts ⥋ Buc — MLK / LFA                          | Chevreuse — Petits Ponts ⥋ Buc — MLK / LFA                          | Chevreuse — Petits Ponts ⥋ Buc — MLK / LFA                          | Chevreuse — Petits Ponts ⥋ Buc — MLK / LFA                          |
| 6183  | Ouverture / Fermeture 2 septembre 2013 / — | Longueur —                                                          | Durée 40-50 min                                                     | Nb. d’arrêts 34                                                     | Matériel Crossway Intouro                                           | Jours de fonctionnement L, Ma, Me, J, V                             | Jour / Soir / Nuit / Fêtes O / N / N / N                            | Voy. / an —                                                         | Dépôt Buc                                                           |
| 6183  | Desserte : - Villes et lieux desservis : Chevreuse, Saint-Rémy-lès-Chevreuse, Magny-les-Hameaux, Châteaufort, Toussus-le-Noble et Buc - Gare desservie : Saint-Rémy-lès-Chevreuse |                                                                     |                                                                     |                                                                     |                                                                     |                                                                     |                                                                     |                                                                     |                                                                     |
| 6183  | Autre : - Zones traversées : 4 et 5 - Arrêts non accessibles aux UFR : — - Amplitudes horaires : La ligne fonctionne en période scolaire aux heures d'entrée et de sortie de l'établissement scolaire. - Date de dernière mise à jour : 26 août 2023. |                                                                     |                                                                     |                                                                     |                                                                     |                                                                     |                                                                     |                                                                     |                                                                     |
| 6183  | Dernière actualisation : — |                                                                     |                                                                     |                                                                     |                                                                     |                                                                     |                                                                     |                                                                     |                                                                     |
| 6184  | Gare de Saint-Rémy-lès-Chevreuse ⥋ Buc — Lycée Franco-Allemand | Gare de Saint-Rémy-lès-Chevreuse ⥋ Buc — Lycée Franco-Allemand      | Gare de Saint-Rémy-lès-Chevreuse ⥋ Buc — Lycée Franco-Allemand      | Gare de Saint-Rémy-lès-Chevreuse ⥋ Buc — Lycée Franco-Allemand      | Gare de Saint-Rémy-lès-Chevreuse ⥋ Buc — Lycée Franco-Allemand      | Gare de Saint-Rémy-lès-Chevreuse ⥋ Buc — Lycée Franco-Allemand      | Gare de Saint-Rémy-lès-Chevreuse ⥋ Buc — Lycée Franco-Allemand      | Gare de Saint-Rémy-lès-Chevreuse ⥋ Buc — Lycée Franco-Allemand      | Gare de Saint-Rémy-lès-Chevreuse ⥋ Buc — Lycée Franco-Allemand      |
| 6184  | Ouverture / Fermeture 2 septembre 2013 / — | Longueur —                                                          | Durée 30 min                                                        | Nb. d’arrêts 18                                                     | Matériel Crossway Intouro                                           | Jours de fonctionnement L, Ma, Me, J, V                             | Jour / Soir / Nuit / Fêtes O / N / N / N                            | Voy. / an —                                                         | Dépôt Buc                                                           |
| 6184  | Desserte : - Villes et lieux desservis : Saint-Rémy-lès-Chevreuse, Magny-les-Hameaux, Châteaufort, Toussus-le-Noble et Buc - Gare desservie : Saint-Rémy-lès-Chevreuse |                                                                     |                                                                     |                                                                     |                                                                     |                                                                     |                                                                     |                                                                     |                                                                     |
| 6184  | Autre : - Zones traversées : 4 et 5 - Arrêts non accessibles aux UFR : — - Amplitudes horaires : La ligne fonctionne en période scolaire aux heures d'entrée et de sortie de l'établissement scolaire. - Date de dernière mise à jour : 26 août 2023. |                                                                     |                                                                     |                                                                     |                                                                     |                                                                     |                                                                     |                                                                     |                                                                     |
| 6184  | Dernière actualisation : — |                                                                     |                                                                     |                                                                     |                                                                     |                                                                     |                                                                     |                                                                     |                                                                     |
| 6185  | Lycée Jules-Ferry / Gare de Versailles - Rive Gauche ⥋ Pointe Ouest | Lycée Jules-Ferry / Gare de Versailles - Rive Gauche ⥋ Pointe Ouest | Lycée Jules-Ferry / Gare de Versailles - Rive Gauche ⥋ Pointe Ouest | Lycée Jules-Ferry / Gare de Versailles - Rive Gauche ⥋ Pointe Ouest | Lycée Jules-Ferry / Gare de Versailles - Rive Gauche ⥋ Pointe Ouest | Lycée Jules-Ferry / Gare de Versailles - Rive Gauche ⥋ Pointe Ouest | Lycée Jules-Ferry / Gare de Versailles - Rive Gauche ⥋ Pointe Ouest | Lycée Jules-Ferry / Gare de Versailles - Rive Gauche ⥋ Pointe Ouest | Lycée Jules-Ferry / Gare de Versailles - Rive Gauche ⥋ Pointe Ouest |
| 6185  | Ouverture / Fermeture 1er septembre 2022 / — | Longueur —                                                          | Durée —                                                             | Nb. d’arrêts —                                                      | Matériel GX 337 Elec                                                | Jours de fonctionnement L, Ma, Me, J, V                             | Jour / Soir / Nuit / Fêtes O / N / N / N                            | Voy. / an —                                                         | Dépôt Vélizy-Villacoublay                                           |
| 6185  | Desserte : - Villes et lieux desservis : Versailles, Jouy-en-Josas, Vélizy-Villacoublay et Bièvres - Gares desservies : Versailles-Château-Rive-Gauche |                                                                     |                                                                     |                                                                     |                                                                     |                                                                     |                                                                     |                                                                     |                                                                     |
| 6185  | Autre : - Zones traversées : - Arrêt non accessible aux UFR : - Amplitudes horaires : - Date de dernière mise à jour : 26 août 2023. |                                                                     |                                                                     |                                                                     |                                                                     |                                                                     |                                                                     |                                                                     |                                                                     |
| 6185  | Dernière actualisation : — |                                                                     |                                                                     |                                                                     |                                                                     |                                                                     |                                                                     |                                                                     |                                                                     |

### Ligne de soirée
| Ligne | Caractéristiques | Caractéristiques                                             | Caractéristiques                                             | Caractéristiques                                             | Caractéristiques                                             | Caractéristiques                                             | Caractéristiques                                             | Caractéristiques                                             | Caractéristiques                                             |
| S VC  | Soirée Versailles Chantiers | Soirée Versailles Chantiers                                  | Soirée Versailles Chantiers                                  | Soirée Versailles Chantiers                                  | Soirée Versailles Chantiers                                  | Soirée Versailles Chantiers                                  | Soirée Versailles Chantiers                                  | Soirée Versailles Chantiers                                  | Soirée Versailles Chantiers                                  |
| S VC  | Gare de Versailles-Chantiers ⥋ Desserte de la zone en soirée | Gare de Versailles-Chantiers ⥋ Desserte de la zone en soirée | Gare de Versailles-Chantiers ⥋ Desserte de la zone en soirée | Gare de Versailles-Chantiers ⥋ Desserte de la zone en soirée | Gare de Versailles-Chantiers ⥋ Desserte de la zone en soirée | Gare de Versailles-Chantiers ⥋ Desserte de la zone en soirée | Gare de Versailles-Chantiers ⥋ Desserte de la zone en soirée | Gare de Versailles-Chantiers ⥋ Desserte de la zone en soirée | Gare de Versailles-Chantiers ⥋ Desserte de la zone en soirée |
| ----- | --- | ------------------------------------------------------------ | ------------------------------------------------------------ | ------------------------------------------------------------ | ------------------------------------------------------------ | ------------------------------------------------------------ | ------------------------------------------------------------ | ------------------------------------------------------------ | ------------------------------------------------------------ |
| S VC  | Ouverture / Fermeture 29 août 2022 / — | Longueur —                                                   | Durée —                                                      | Nb. d’arrêts 33                                              | Matériel —                                                   | Jours de fonctionnement L, Ma, Me, J, V, S, D                | Jour / Soir / Nuit / Fêtes N / O / N / O                     | Voy. / an —                                                  | Dépôt Vélizy-Villacoublay                                    |
| S VC  | Desserte : - Ville et lieux desservis : Versailles, Les Loges-en-Josas, Jouy-en-Josas et Bièvres - Gare desservie : Versailles-Chantiers, Petit Jouy - Les Loges, Jouy-en-Josas, Vauboyen et Bièvres |                                                              |                                                              |                                                              |                                                              |                                                              |                                                              |                                                              |                                                              |
| S VC  | Autre : - Zone traversée : — - Arrêts non accessibles aux UFR : — - Amplitudes horaires : La ligne fonctionnera tous les soirs à raison de sept départs entre 20 h 30 et 23 h 30. - Substitution nocturne : Ce service remplace les lignes de journée et dépose les voyageurs aux arrêts demandés, sans itinéraire fixe. - Date de dernière mise à jour : 26 août 2023. |                                                              |                                                              |                                                              |                                                              |                                                              |                                                              |                                                              |                                                              |
| S VC  | Dernière actualisation : — |                                                              |                                                              |                                                              |                                                              |                                                              |                                                              |                                                              |                                                              |

## Gestion et exploitation

### Parc de véhicules

#### Dépôts
Les véhicules sont remisés sur les communes de Buc et Vélizy-Villacoublay. Les dépôts ont pour mission de stocker les différents véhicules, mais également d'assurer leur entretien préventif et curatif. L'entretien curatif ou correctif a lieu quand une panne ou un dysfonctionnement est signalé par un machiniste.

#### Détails du parc
Le réseau de bus de Vélizy Vallées dispose d'un parc composé de minibus, midibus, autobus standards et autocars interurbains.

#### Minibus
| Constructeur  | Modèle           | Nombre | Numéros de parc | Période de mise en service | Affectations   | Observations                                 |
| ------------- | ---------------- | ------ | --------------- | -------------------------- | -------------- | -------------------------------------------- |
| Mercedes-Benz | Sprinter City 65 | 2      | 224002-224003   | Depuis Mars 2014           | 6131 6135 6131 | Ex-Keolis Versailles depuis le 1er août 2022 |
| Mercedes-Benz | Sprinter City 75 | 2      | 224004-224005   | Depuis Juillet 2019        | 6131 6135 6131 | Ex-Keolis Versailles depuis le 1er août 2022 |

#### Midibus
| Constructeur  | Modèle      | Nombre | Numéros de parc | Période de mise en service       | Affectations | Observations                             |
| ------------- | ----------- | ------ | --------------- | -------------------------------- | ------------ | ---------------------------------------- |
| Mercedes-Benz | Citaro K C2 | 2      | 223072-223073   | Entre Décembre 2017 et Mars 2019 | 6132 6172    | Ex-Keolis Vélizy depuis le 1er août 2022 |

#### Autobus standards
| Constructeur  | Modèle          | Nombre | Numéros de parc                                                                                                 | Période de mise en service         | Affectations                            | Observations |
| ------------- | --------------- | ------ | --- | ---------------------------------- | --------------------------------------- | --- |
| Heuliez Bus   | GX 337 ELEC     | 39     | 201238-201240 ; 201246-201250 ; 209195 ; 211400-211402 ; 219004-219009 ; 219014 ; 219018-219029 ; 219037-219044 | Entre Janvier 2019 et Février 2021 | 6122 6123 6124 6132 6133 6134 6161 6164 | Ex-Keolis Vélizy depuis le 1er août 2022 |
| Mercedes-Benz | Citaro C2       | 14     | 221303 ; 221305-221313 ; 221315-221318                                                                          | Entre Mai 2014 et Décembre 2017    | 6140 6142 6145 6161 6164                | 221303, 221305, 221309-221311, 221315-221318 : Ex-Keolis Vélizy depuis le 1er août 2022 221306-221308, 221312-221313 : Ex-Keolis Versailles depuis le 1er août 2022 |
| Mercedes-Benz | Citaro Facelift | 20     | 221276-221281 ; 221284 ; 221290-221302                                                                          | Entre Août 2009 et Décembre 2013   | 6140 6142 6145 6161 6164                | Ex-Keolis Vélizy depuis le 1er août 2022 |
| Van Hool      | New A330 FC     | 2      | 221321-221322                                                                                                   | Entre Août 2019 et Septembre 2019  | 6164                                    | Ex-SAVAC depuis le 1er août 2022 |

#### Autocars interurbains
| Constructeur | Modèle        | Nombre | Numéros de parc | Période de mise en service | Affectations                                      | Observations                            |
| ------------ | ------------- | ------ | --------------- | -------------------------- | ------------------------------------------------- | --------------------------------------- |
| Irisbus      | Crossway      | 1      | 227233          | Depuis Mars 2010           | 6122 6176 6177 6185                               | Ex-SAVAC depuis le 1er août 2022        |
| Iveco Bus    | Crossway Line | 2      | 227257-227258   | Depuis Juin 2020           | 6122 6176 6177 6185                               | Ex-SAVAC depuis le 1er août 2022        |
| Iveco Bus    | Crossway Pop  | 2      | 227247-227248   | Depuis Février 2015        | 6122 6161 6164 6171 6172 6173 6174 6175 6178 6185 | Ex-LCJ Autocars depuis le 1er août 2022 |
| Iveco Bus    | Crossway Pro  | 1      | 917053          | 2024                       | -                                                 | Ex-Keolis Yvelines depuis 2024          |

### Tarification et fonctionnement
La tarification des lignes d'autobus d'Île-de-France est unifiée et accessible avec les mêmes abonnements. Un ticket « bus-tram », qui remplace le ticket t+ au 1er janvier 2025, permet un trajet simple quelle que soit la distance, avec une ou plusieurs correspondances possibles avec les autres lignes de bus et de tramway pendant une durée maximale de 1 h 30 entre la première et dernière validation. En revanche, un ticket validé dans un bus ne permet pas d'emprunter le métro, ni le Transilien et le RER. Les lignes Orlybus et Roissybus, assurant de façon directe les dessertes aéroportuaires via autoroute, disposent d'une tarification spécifique mais sont accessibles avec les abonnements habituels.
Les tarifs des billets et abonnements dont le montant est limité par décision politique ne couvrent pas les frais réels de transport. Le manque à gagner est compensé par l'autorité organisatrice, Île-de-France Mobilités, présidée depuis 2005 par le président du conseil régional d'Île-de-France et composé d'élus locaux. Elle définit les conditions générales d'exploitation ainsi que la durée et la fréquence des services. L'équilibre financier du fonctionnement est assuré par une dotation globale annuelle aux transporteurs de la région grâce au versement mobilité payé par les entreprises et aux contributions des collectivités publiques.

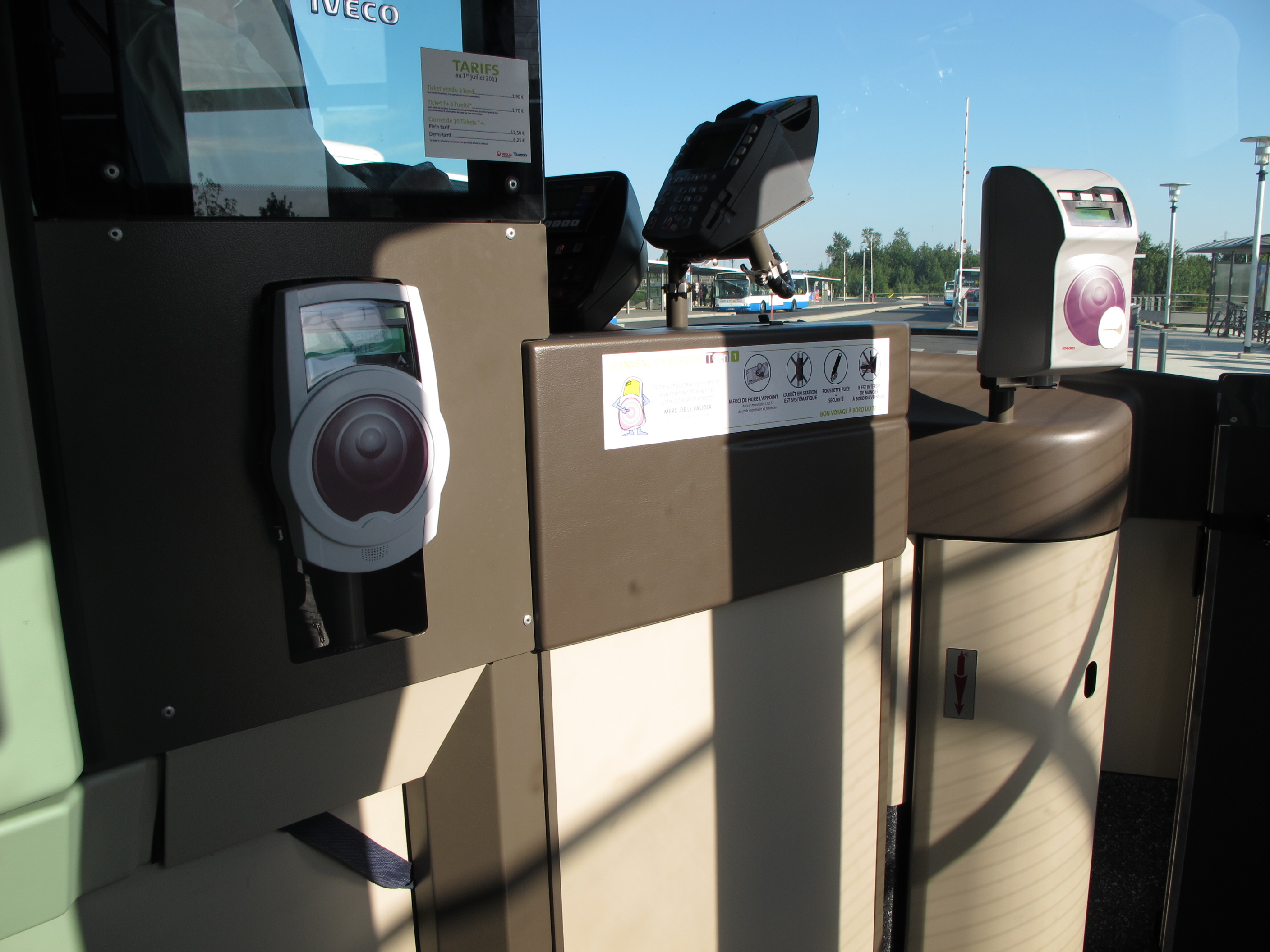
Validateurs pour passes Navigo (à gauche) et pour tickets carton (à droite) présents dans les bus et tramway.

L’achat de ticket par SMS est possible depuis 2018, en envoyant VELIZYVAL au 93100 (coût de 2,50€ depuis le 01/01/2023 prélevé sur les factures de téléphone). Ce ticket SMS est valable 1h sans correspondance.